# Vilshofen an der Donau

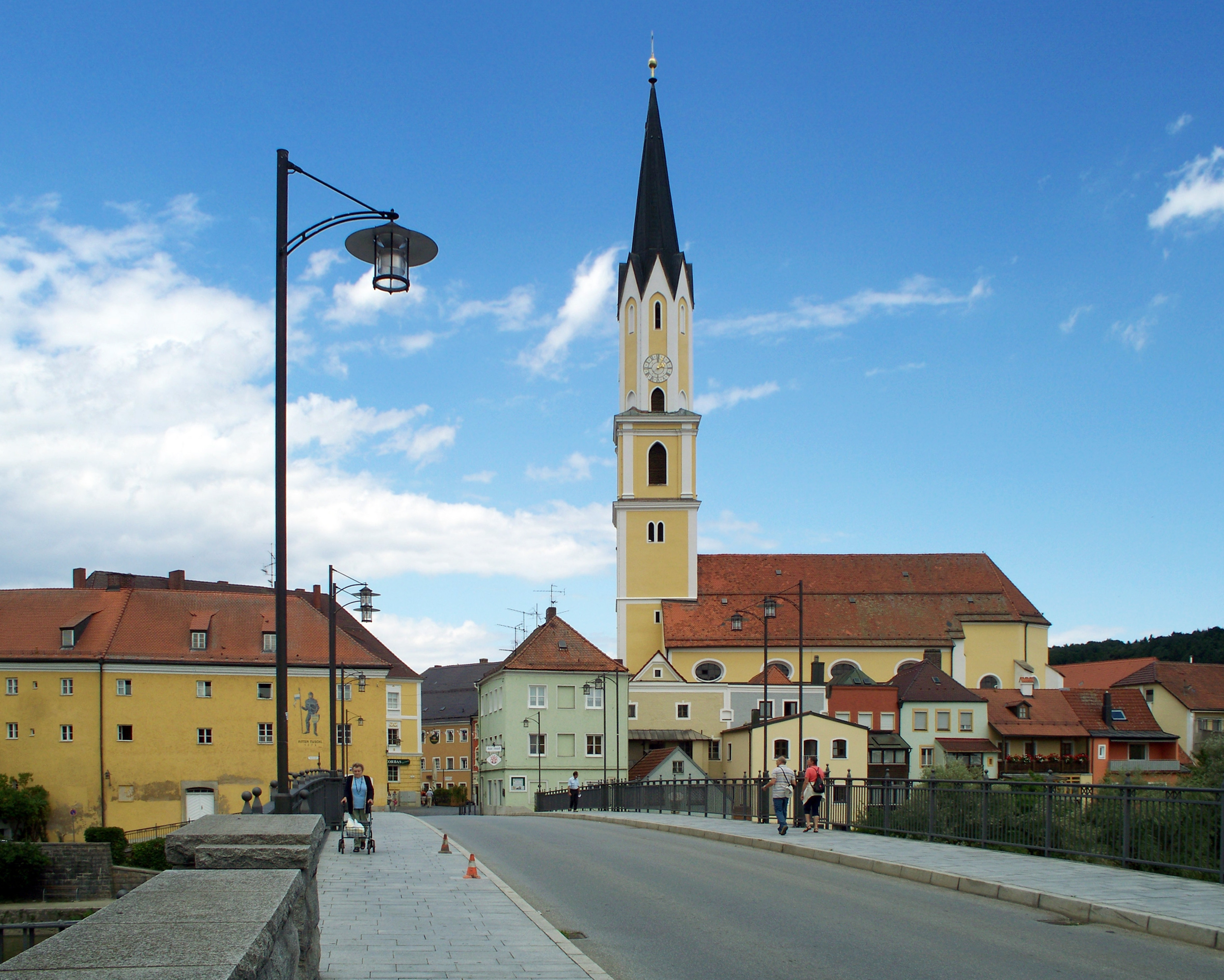
Die Vilsbrücke mit der Stadtpfarrkirche

Vilshofen an der Donau [fi-] ist die größte Stadt im Landkreis Passau. Die Stadt war bis 1972 Kreisstadt des Landkreises Vilshofen.

## Geographie

### Lage
Vilshofen an der Donau liegt an den Einmündungen der Nebenflüsse Vils, Pfudrach und Wolfach, südlich des Bayerischen Waldes, gut 20 Kilometer flussaufwärts von Passau. Durch diese Zuflüsse in die Donau nennt man die Stadt auch die kleine Drei-Flüsse-Stadt, während die Dreiflüssestadt Passau als Vorbild dient. Die Nord-Süd-Ausdehnung des Stadtgebiets beträgt etwa 6 km und die Ost-West-Ausdehnung etwa 10 km. Die Höhe über dem Meeresspiegel reicht von 309 bis 457 m ü. NHN.

### Geomorphologie und Geologie
Der Ort liegt direkt an der Mündung der Vils in die Donau. Die Donau hat sich hier während der Hebung des bayerischen Waldes im Spät-Tertiär und Quartär in das kristalline Grundgebirge eingeschnitten. Die Folge war die Ausbildung eines antezedenten Durchbruchstals. In diesem Fall schneidet sich der Fluss aktiv, mit der tektonischen Hebung Schritt haltend, in den aufsteigenden Gebirgskörper ein. Die Donau schuf dadurch ab Vilshofen bis weit über Passau hinaus ein beeindruckendes Flusstal. Die Tiefe des Durchbruchtals beträgt im Passauer Raum etwa 100 Meter und steigt auf bis zu 180 Meter an (Schlögener Schlinge, Oberösterreich). Im Naturschutzgebiet Vils-Engtal wurde Granit abgebaut, was Mitte des 20. Jahrhunderts aus wirtschaftlichen Gründen eingestellt wurde. Die Abbaustätten wurden der Natur überlassen und zum Teil überflutet, so entstand beispielsweise der Taferlsee, welcher heutzutage in einer naturbelassenen Umgebung zu finden ist und ein beeindruckendes Beispiel für anthropogenetische Geomorphologie darstellt.

### Klima
Das Stadtgebiet liegt auf 48° nördlicher Breite. Dadurch befindet sich die Stadt überwiegend im Einfluss von Luftströmungen aus westlicher Himmelsrichtung. Wie aus dem Klimadiagramm ersichtlich wird, kann Vilshofen dem kühlgemäßigten Klima zugeordnet werden. Ein kontinentaler Einschlag ist zusätzlich gegeben und ist gekennzeichnet durch zum Teil sehr kalte und schneereiche Winter und heiße und trockene Sommer. Auch das Auftreten von Wärmegewittern ist in der Sommerzeit gegeben.
Die niederschlagsärmsten Monate sind Oktober und November mit etwa 50 mm Niederschlag. Das Auftreten eines Altweibersommers ist somit jährlich gegeben und führt zu milden Temperaturen im Spätjahr.
Durch die Lage in der Donauebene am Zusammenfluss der beiden Flüsse Donau und Vils bildet sich häufig Nebel und Hochnebel, vor allem in Frühling und Herbst. Auch der ausgleichende Einfluss auf Klimaschwankungen vor allem im Winter macht sich in Vilshofen dadurch bemerkbar, dass es im Stadtgebiet aufgrund der Flüsse Donau und Vils stets um 1–2 °C wärmer ist, als in Stadtteilen, die weiter von den Flüssen entfernt liegen.

### Nachbargemeinden
Direkt an das Stadtgebiet grenzen die Gemeinden Aidenbach, Aldersbach, Beutelsbach, Künzing, Windorf, Ortenburg, Hofkirchen und Fürstenzell und die kreisfreie Stadt Passau.

### Gemeindegliederung
Die Stadtgemeinde Vilshofen hat 135 Gemeindeteile:
- Achaueröd
- Aichberg
- Albersdorf
- Algerting
- Alkofen
- Alling
- Altenöd
- Altfalter
- Altham
- Auhof
- Aunkirchen
- Bacheröd
- Bergham
- Birkenöd
- Blaimberg
- Böcklbach
- Daxlarn
- Dinglreit
- Dirnberg
- Dobl
- Dorf
- Dreibuchenmais
- Eben I
- Eben II
- Eckersberg
- Edlpoint
- Edt
- Eglsöd
- Einöd
- Einöd
- Endfelden
- Falkenöd
- Fischeröd
- Gaisbruck
- Giglmörn
- Grafenmühl
- Großhochleiten
- Gruböd
- Habernagl
- Haid
- Haideröd
- Haimbuch
- Haißenöd
- Hartzeitlarn
- Hattenham
- Hausbach
- Hennermais
- Hennersreit
- Hilgen
- Hirnschnell
- Hitzling
- Hochreit
- Hochreut
- Holzhäuser
- Holzhub
- Hölzlöd
- Hördt
- Hörgessing
- Hösam
- Huböd
- Hundsöd
- Kalkberg
- Kallöd
- Kapfham
- Kapping
- Kehrwisching
- Kirchbach
- Knadlarn
- Kollmenzing
- Kothwies
- Krenn
- Kuffing
- Langholz
- Lenau
- Liessing
- Lindach
- Lindahof
- Lindamühl
- Mahd
- Maierholz
- Marterberg
- Mattenham
- Mühldorferöd
- Mühlham
- Oberbuch
- Oberreit
- Obertal
- Pfeiferöd
- Pfudrachöd
- Pickling
- Pleckental
- Pleinting
- Primsdobl
- Ratzing
- Reifziehberg
- Reisach
- Reisach
- Renneröd
- Reut
- Reut bei Seestetten
- Riegeröd
- Sandbach
- Scheunöd
- Schmalhof
- Schneideröd
- Schönerting
- Schullering
- Schusteröd
- Schwanham
- Schweiklberg
- Seestetten
- Setzenbach
- Siegl
- Sollasöd
- Stinglloh
- Straßeröd
- Strenn
- Sulzbachöd
- Thannet
- Unterbuch
- Unterreit
- Untertal
- Vilshofen
- Waizenbach
- Watzmannsberg
- Weg
- Weidenhof
- Weihersbach
- Wieshof
- Wimhof
- Wimm
- Winklhof
- Wirtsholz
- Witzling
- Zeitlarn

## Geschichte

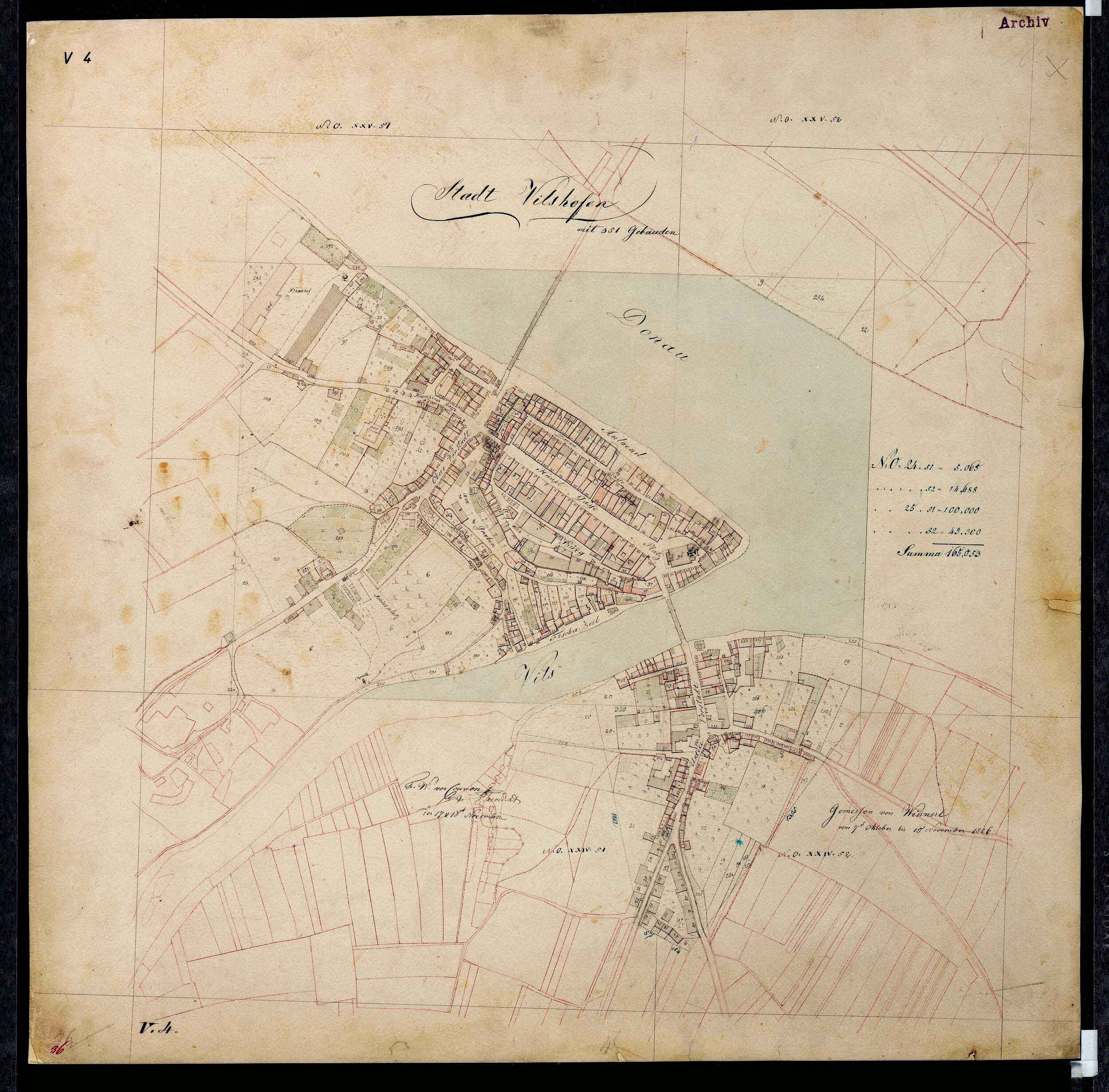
Historisches Ortsblatt aus dem Jahr 1826

### Bis zum 18. Jahrhundert
Das Jahr 776 war der Anfang der urkundlich belegbaren Geschichte von Vilshofen. Bei einer Schenkung eines Hofs an das Kloster Mondsee (Salzkammergut) wird Vilusa (Name des Bauerngutes) bereits erstmals erwähnt. Im 12. Jahrhundert bestand die Namensform Vilshouen. Zu dieser Zeit war der Bischof von Passau Grundherr an Donau und Vils. Vilshofen hatte der Graf von Ortenburg als Lehen inne. 1206 wurde Vilshofen von Graf Heinrich I. von Ortenburg zur Stadt erhoben. 1220 wird bereits von einer Brücke über die Vils berichtet, die den neuen Stadtbereich mit der Altsiedlung am rechten Vilsufer (heute Vilsvorstadt) verbindet. 1236 wird Hainricus Plebanus de Vilshouen als Pfarrer mit Pfarrkirche erwähnt.
1241 wird die Stadt von Herzog Otto II. von Bayern nach Erbstreitigkeiten im Hause Ortenburg gewaltsam in Besitz genommen und somit zur Grenzstadt zwischen dem Herzogtum Bayern und dem Hochstift Passau. Hiervon zeugt auch heute noch das „Vilshofener Zollhaus“, das gleich am Donauufer zu finden ist. 1258 wurde Vilshofen Mittelpunkt eines herzöglichen Pflegegerichts. 1262 ging die Stadt endgültig an Bayern über, nachdem Herzog Heinrich von Niederbayern, der Nachfolger von Otto II., nach langwierigen Verhandlungen einen Vertrag mit Bischof Rüdiger von Passau ausgehandelt hatte. 1345 bestätigte Kaiser Ludwig der Bayer das Stadtrecht. 1376 wurde das Kollegiatstift Vilshofen gegründet. 1434 entstand das älteste Stadtsiegel mit hochgezogenem Vierpass mit Engel als Schildhalter und mit Stadtwappen im Halbrundschild. 1504 wurde die Stadt im Landshuter Erbfolgekrieg gegen anstürmende Pfälzer und Böhmen erfolgreich verteidigt. 1536 wurden durch einen großen Stadtbrand 36 Häuser zerstört.
Im Jahr 1572 bewilligte Herzog Wilhelm V. von Bayern die Errichtung einer Salzniederlage in Vilshofen, die noch im gleichen Jahr den Bau der neuen Donaubrücke und die Einrichtung einer Weißbierbrauerei nach sich zog. Hierbei wird der „Goldene Steig“ oder auch „Gulden Straß“ genannte Salzhandelsweg von Vilshofen nach Bergreichenstein (Böhmen) erwähnt. Von hier aus wurde das „weiße Gold“, das Salz, bis nach Prag verbracht. 1642 wurde das Kapuzinerkloster Vilshofen errichtet. Ebenso wurde mit dem Bau des Stadtturms begonnen.
1706 wurde durch die Besetzung weiter Teile des Kurfürstentums Bayerns durch die Kaiserlich Österreichischen Truppen auch Vilshofen betroffen. Auch Söhne der Stadt kämpften im nahen Aidenbach um die Freiheit, wobei 4000 Menschen in der Schlacht von Aidenbach starben. Am 12. Mai 1794 zerstörte einer der vielen Brände nahezu die ganze Stadt, nur ganz wenige Häuser am Stadtplatz blieben unversehrt. Der größte Teil des Stadtplatzes trägt noch heute das Kleid des damaligen Wiederaufbaues.

### 19. Jahrhundert
Im Jahr 1802 wurde das Kapuzinerkloster wieder aufgehoben. 1805 erfolgte die erste Straßenbeleuchtung mit Öllampen. Am 13. April 1813 ereignete sich ein weiterer Stadtbrand an der oberen Zeile des Stadtplatzes.

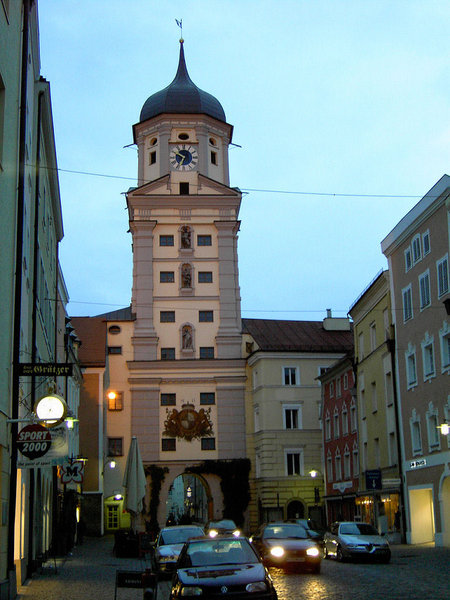
Stadtturm Vilshofen

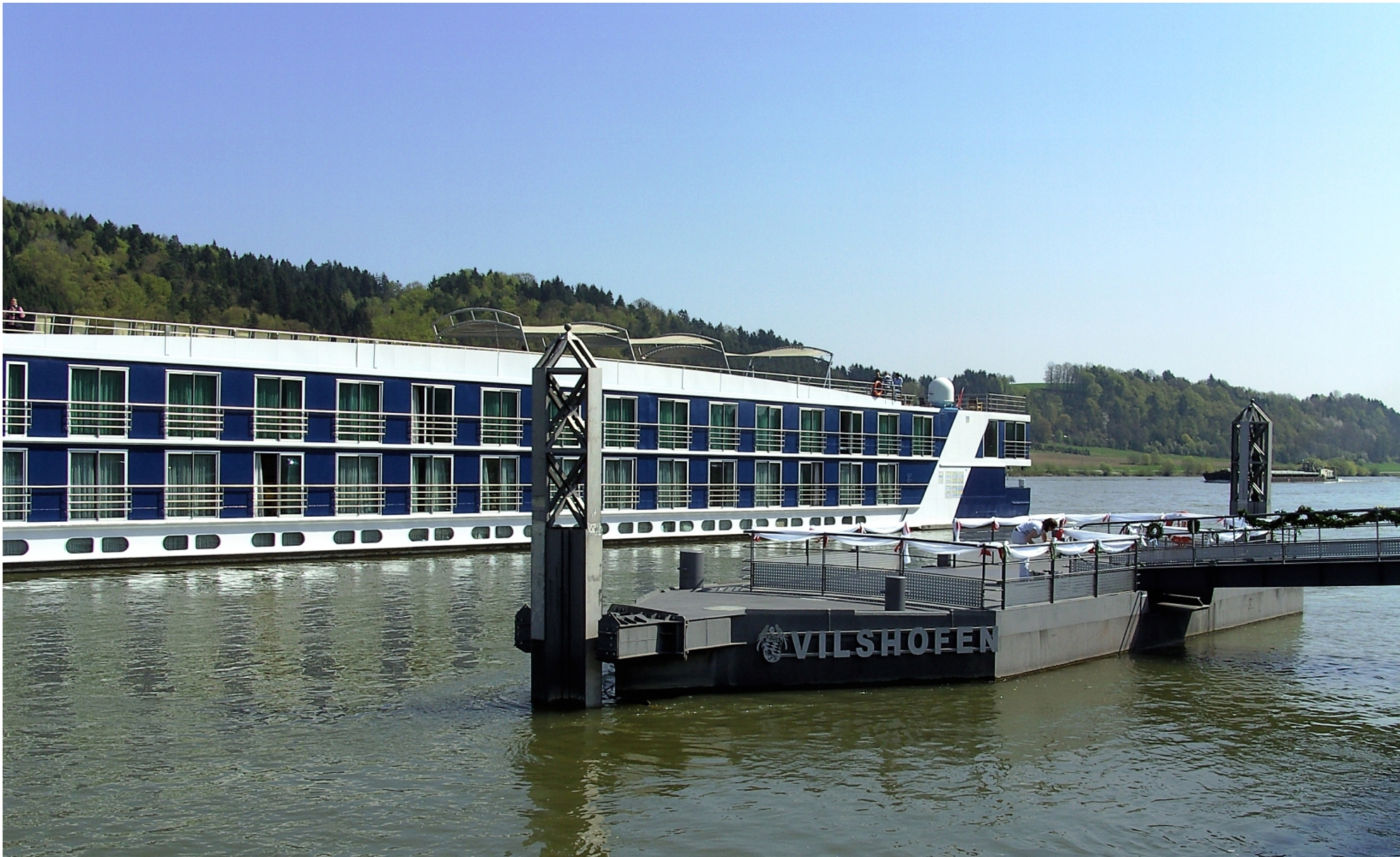
Schiffsanleger in Vilshofen a.d. Donau mit Flusskreuzfahrtschiff

Im Jahr 1842 zapfte ein großer Sohn der Stadt Vilshofen, der Braumeister Josef Groll, das erste Pilsener Bier im böhmischen Pilsen, und ging damit als dessen Erfinder in die Geschichte ein. 1860 wurde die Bahnstrecke Regensburg–Passau eröffnet und verband so auch Vilshofen mit den anderen Städten Ostbayerns. 1872 wurde eine neue Donaubrücke mit fünf parallelgurtigen Eisenfachwerk-Trägern und einer Gesamtlänge von rund 270 Metern erbaut. In den Jahren 1886 und 1887 unterhielt der Vilshofener Unternehmer Felix Wieninger in der Danubiamühle einen Stromgenerator, mit dem er mittels einer 100-kV-Gleichstrom-Leitung zwei Häuser in der Stadt mit elektrischer Energie versorgen konnte. Damit war Vilshofen einer der ersten Orte Niederbayerns mit elektrischem Licht.

### 20. Jahrhundert
Im Januar 1905 ließen sich der Gründer und spätere Abt Cölestin Maier sowie fünf weitere Mönche auf dem Schweiklberg nieder. Am 12. März 1914 erfolgte bereits die Erhebung zur Benediktinerabtei Schweiklberg. 1909 war der Baubeginn der Abteikirche Schweiklberg im Jugendstil. Die Fertigstellung der gesamten Klosteranlage war im Jahr 1925. Am 1. Mai 1945 erfolgte die kampflose Übergabe der Stadt an die U.S. Army. Vollzogen wurde die Kapitulation durch den 2. Bürgermeister Georg Huber, Stadtpfarrer Carl Boeckl und dem Salvatorianer-Pater Theotimus Eisele, indem sie sich mit einer weißen Fahne den US-Soldaten am Stadtplatz näherten. Vor dem Einrücken der US-Einheiten wurde am 29. April 1945 die Donaubrücke von Einheiten der Waffen-SS gesprengt. Bis zur Eröffnung der neuen Donaubrücke am 17. August 1950, wurde das Übersetzen des Flusses durch mehrere Fähren gewährleistet.
In den Jahren von 1957 bis 1959 und 1968 wurden die ersten Dämme an Donau und Vils errichtet, die den häufigen Überschwemmungen ein Ende setzen. Mit Wirkung vom 1. Juli 1972 wurde der Landkreis Vilshofen aufgelöst. Das Gebiet wurde den Landkreisen Deggendorf und Passau zugeschlagen. Bis zur Auflösung zählte der Landkreis Vilshofen zu den „reichsten“ Landkreisen Bayerns, was vor allem auf die Steuereinnahmen durch das Kraftwerk Pleinting zurückzuführen war.

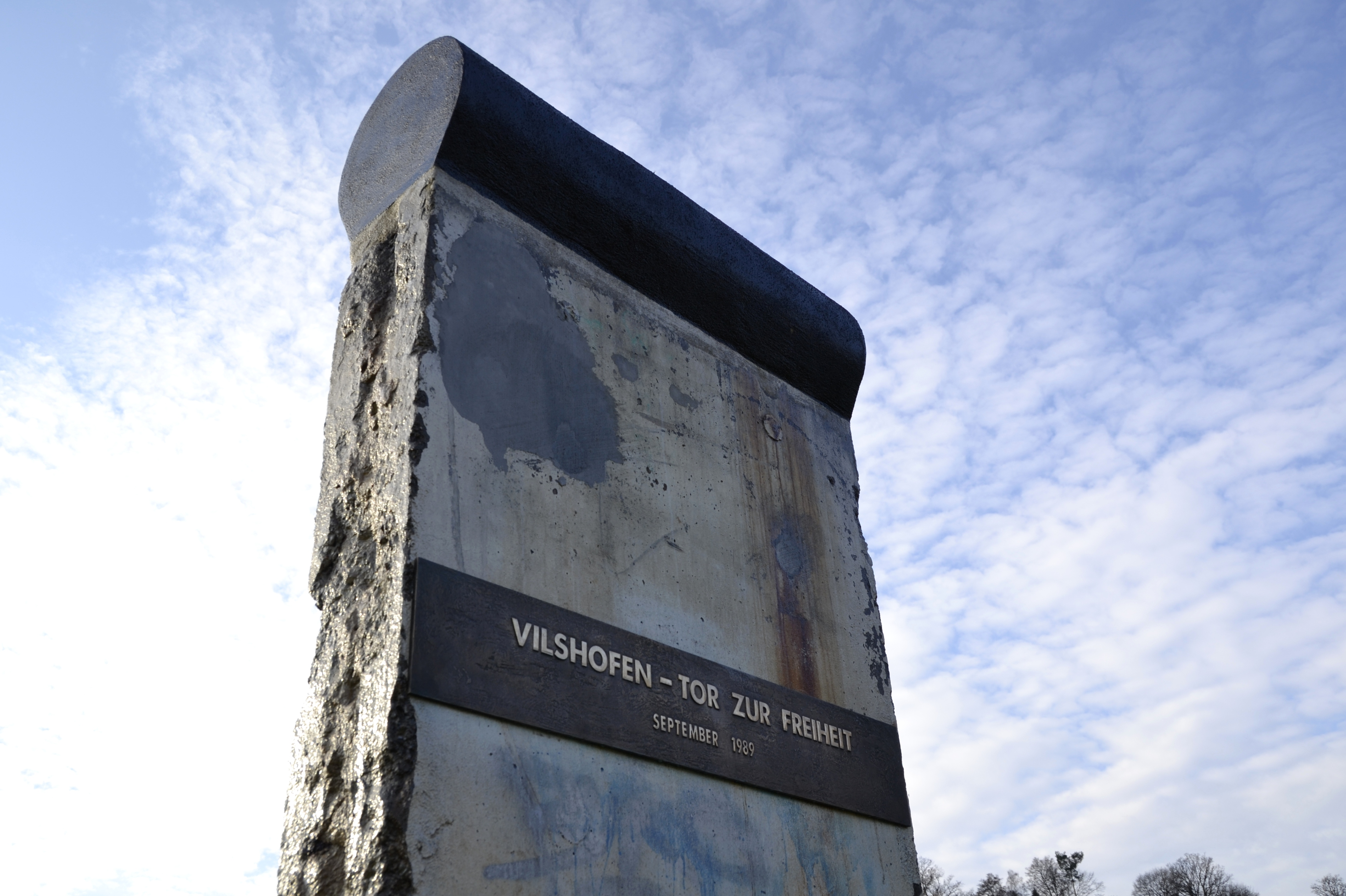
Das Mauer-Denkmal im Bürgerpark Bleiche

Vilshofen rückte im September 1989 in den internationalen medialen Fokus, als eine große Zahl von DDR-Flüchtlingen über Ungarn in den „Westen“ flohen. Etwa 1400 Menschen kamen in Vilshofen an, dem damals größten Erstaufnahmelager für Übersiedler im Regierungsbezirk Niederbayern. Der Flüchtlingsstrom löste eine bemerkenswerte Welle der Hilfsbereitschaft seitens der Bevölkerung aus. Dem Ereignis wurde am 11. September 2009 mit dem Fest „20 Jahre Tor zur Freiheit“ gedacht.
1994 erhielt Vilshofen den Status eines Mittelzentrums. Im Jahr 1995 wurde die Umgestaltung und Überdachung des Atriums des Gymnasiums abgeschlossen. Es bietet rund 800 Gästen Platz und ist Ort zahlreicher kultureller Veranstaltungen.

### 21. Jahrhundert
Im Jahr 2002 wurde der Bau der neuen Marienbrücke über die Donau vollendet, ebenso wurde durch die neu angelegte Donaupromenade sowohl eine Park-, als auch Spaziermöglichkeit geschaffen. Die dadurch entstandene Anlegemöglichkeit für Donau-Kreuzfahrtschiffe verschaffte Vilshofen viele Touristen. Am 7. Juli 2004 wurde eine Bombardier CRJ700 der Lufthansa (D-ACPD) auf den Namen Vilshofen an der Donau getauft. Die Maschine war bis 2013 im Dienst bei der Lufthansa und wurde anschließend weiter verkauft. Am 9. November 2004 wurde Vilshofen in „Vilshofen an der Donau“ umbenannt. Des Weiteren wurde eine zweite Schiffsanlegestelle in der Donau gebaut. 2006 feierte Vilshofen das 800. Jahr seiner Stadterhebung. Seit 2017 sind die Stadt Vilshofen an der Donau und die niederösterreichische Gemeinde Spitz sogenannte „Donau.Partner.Gemeinden“.

### Eingemeindungen
Im Rahmen der Gebietsreform in Bayern wurde Aunkirchen am 1. Januar 1972 in die Stadt eingegliedert. Am 1. Mai 1978 kamen Alkofen, der Markt Pleinting und Zeitlarn sowie Gebietsteile der aufgelösten Gemeinden Albersdorf und Sandbach hinzu.

### Demografie und Einwohnerentwicklung
Im Zuge der Industrialisierung im 19. Jahrhundert verzeichnete Vilshofen eine moderate Bevölkerungszunahme, obwohl die Entwicklung des produzierenden Sektors in der Donaustadt insgesamt etwas schwächer ausfiel, als im bayerischen Durchschnitt. Zu Beginn des 20. Jahrhunderts wurde die 10.000er-Marke geknackt. Zwei signifikante Bevölkerungsanstiege ereignete sich in der zweiten Hälfte des 20. Jahrhunderts. So trafen unmittelbar nach dem Zweiten Weltkrieg mehrere Tausend Flüchtlinge aus Böhmen und Osteuropa in Vilshofen ein. Eine Vielzahl dieser Menschen verblieb in der Stadt. Ein weiterer Anstieg erfolgte durch das Öffnen des Eisernen Vorhanges. Zum einen trafen 1989 etwa 1400 DDR-Bürger aus Ungarn in Vilshofen ein, zum anderen viele deutschstämmige Menschen aus der ehemaligen Sowjetunion. Seit den 1990er Jahren pendelte sich die Einwohnerzahl auf etwa 16.000 Menschen ein.
Zwischen 1988 und 2018 wuchs die Stadt von 15.231 auf 16.703 um 1472 Einwohner bzw. um 9,7 %.
Im Jahr 2011 wurden 124 Geburten, 185 Sterbefälle, 853 Zuzüge und 838 Wegzüge verzeichnet. Folglich verringerte sich die Bevölkerung um 46 Personen. Am 31. Dezember 2013 lebten in Vilshofen an der Donau 15.966 Einwohner, davon waren mehr als die Hälfte, nämlich 8136 weiblich. Insgesamt betrug der Bevölkerungsanteil der über 50-Jährigen fast 44 Prozent. Die Anzahl der Ausländer in der Stadt lag zum Stichtag 9. Mai 2011 auf der Basis des Zensus 2011 bei 595 Menschen, was 3,8 Prozent der Gesamteinwohnerzahl entspricht.

## Religion
Auf dem Stadtgebiet sind neben der römisch-katholischen Konfession auch die evangelische und die neuapostolische Konfession mit eigenen Gemeinden vertreten. Der Großteil der Bewohner, nämlich 63 %, ist katholisch, 7 % sind evangelisch und 30 % sind sonstig orientiert. Es bestehen zwei römisch-katholische Kirchengemeinden auf dem Stadtgebiet neben der Pfarrgemeinde St. Johannes der Täufer in Vilshofen noch die Pfarrgemeinde Sandbach. Beide gehören zum Dekanat Vilshofen und zum Bistum Passau. Weiterhin gibt es das Benediktinerkloster Schweiklberg, welches erst im Jahr 1904 gegründet wurde.
Die evangelische Kirchengemeinde feiert in der im Jahre 1937 errichteten Erlöserkirche ihre Gottesdienste. Im Jahr 1969 wurde die neuapostolische Kirche fertiggestellt.

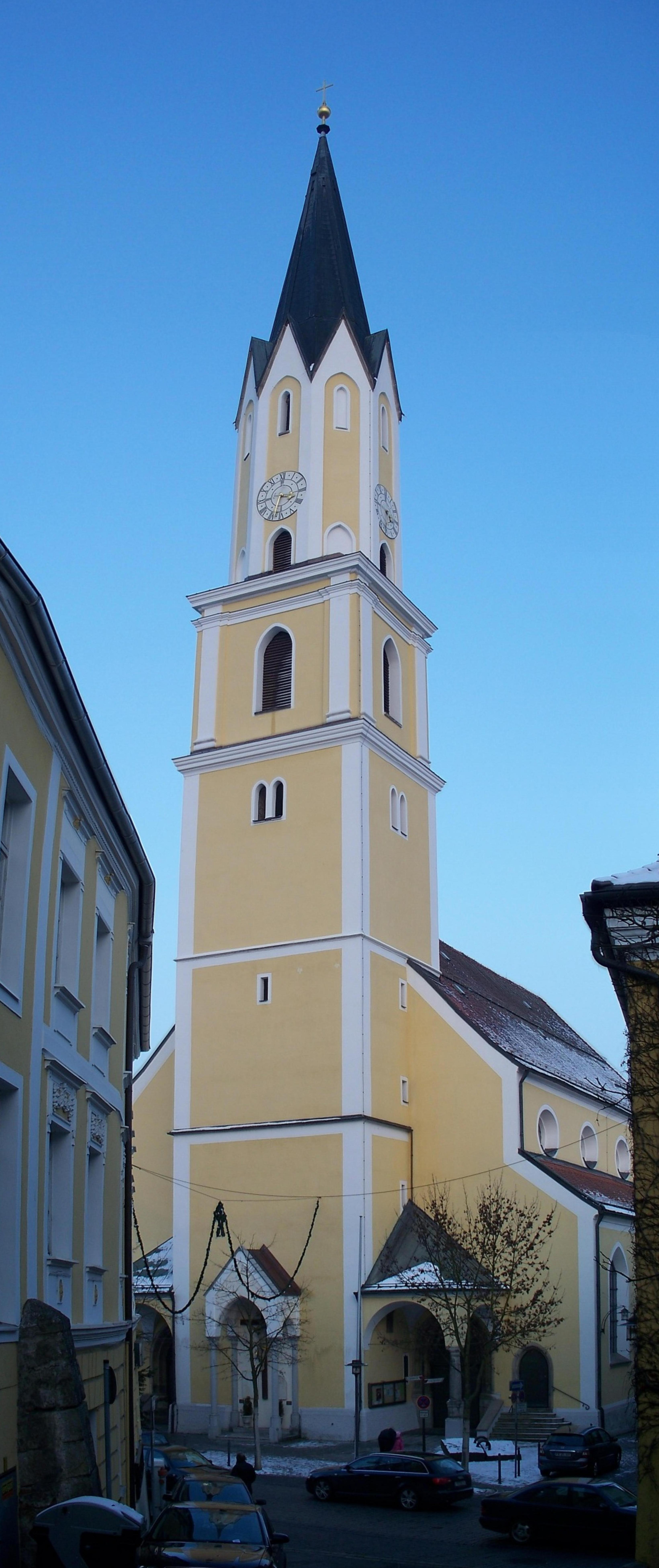
Pfarrkirche St. Johannes der Täufer
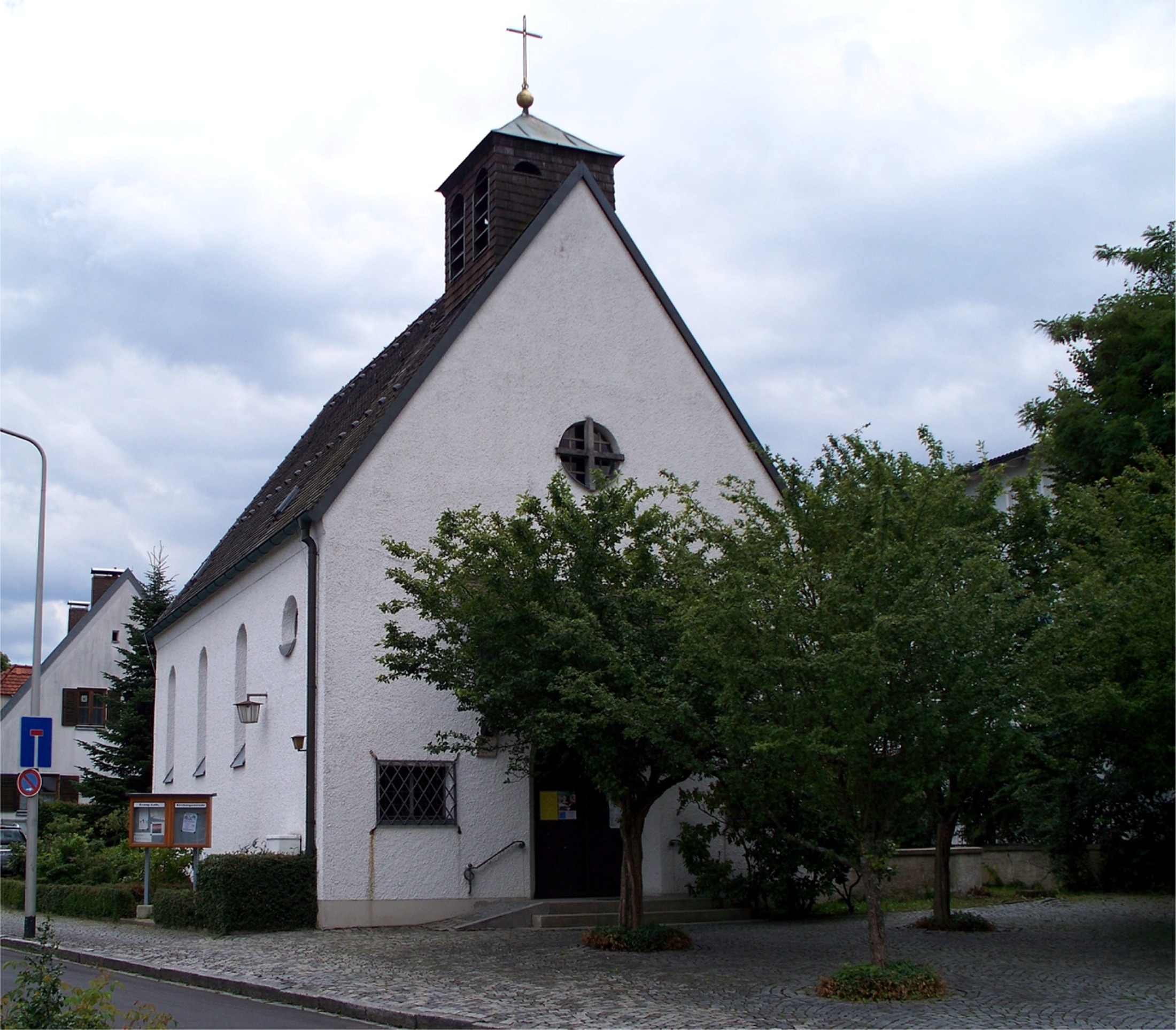
Evangelische Erlöserkirche
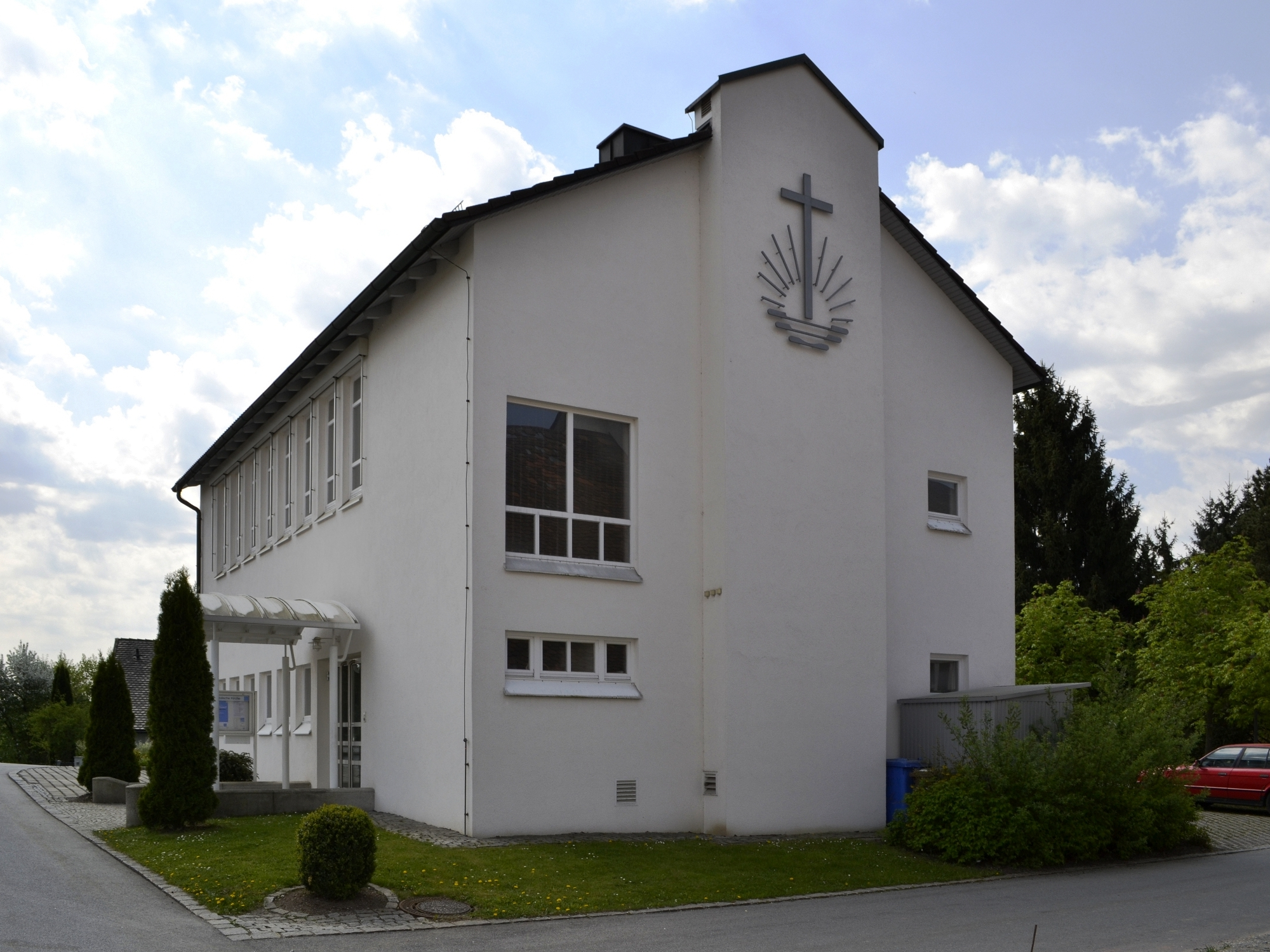
Neuapostolische Kirche

## Politik

### Stadtrat
Der Stadtrat (24 Sitze) setzt sich seit der Kommunalwahl vom 15. März 2020 wie folgt zusammen:
| Liste / Partei                                | Sitze | Stimmenanteil |
| Christlich-Soziale Union in Bayern (CSU)      | 6     | 23,84 %       |
| Sozialdemokratische Partei Deutschlands (SPD) | 7     | 27,22 %       |
| Überparteiliche Wählergemeinschaft (ÜW)       | 4     | 15,93 %       |
| FWG / GRÜNE                                   | 3     | 13,58 %       |
| Junge Liste                                   | 2     | 8,23 %        |
| Alternative für Deutschland (AfD)             | 1     | 5,27 %        |
| Freundeskreis Hansi Brandl                    | 1     | 5,22 %        |
| Freie Demokratische Partei (FDP)              | 0     | 0,72 %        |

Gegenüber der Amtszeit 2014 bis 2020 mussten die CSU drei und die ÜW ein Mandat abgeben. Die SPD erhielt zwei Sitze mehr; AfD und Freundeskreis Hansi Brandl erreichten erstmals je einen Sitz.
Die Wahlbeteiligung lag bei 58,02 %.

### Bürgermeister
Erster Bürgermeister ist Florian Gams (SPD), der bei der Kommunalwahl 2014 in der Stichwahl am 30. März 2014 mit 50,5 % der gültigen Stimmen gewählt wurde, nachdem er im ersten Wahlgang nur 23,36 % gegenüber dem Amtsinhaber Georg Krenn (47,02 %) erhalten hatte. Gams wurde bei zwei Mitbewerbern am 15. März 2020 mit 72,06 % der Stimmen für weitere sechs Jahre im Amt bestätigt.
Georg Krenn war der Nachfolger von Bürgermeister Hans Gschwendtner, der von 1990 bis 2008 Erster Bürgermeister der Stadt war.

### Wappen
|  | Blasonierung: „Schräg geteilt; oben waagrechte bayerische Rauten, unten in Rot ein schreitender silberner Panther.“ |
|  | |

## Kultur und Sehenswürdigkeiten

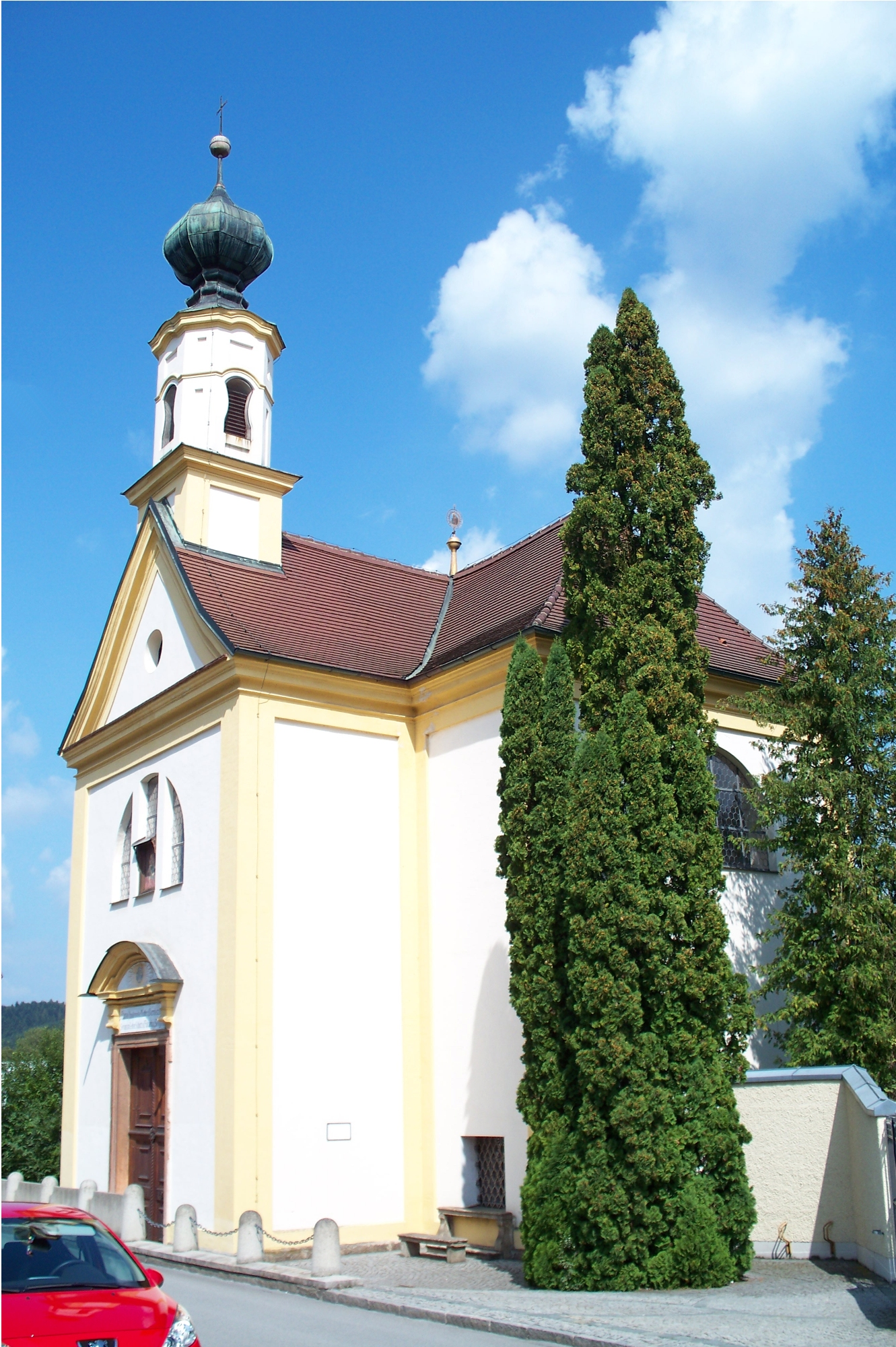
Die Wallfahrtskirche Maria-Hilf

### Kunstausstellungen
Alle zwei Jahre werden in der Stadt zu einem bestimmten Thema Kunstwerke aufgestellt, in der Vergangenheit waren das Eisen und Holz, das aktuelle Thema ist Licht. So wird unter anderem der Stadtturm und die Kirche so angestrahlt, dass es den Anschein eines mittelalterlichen Aussehens erweckt.

### Museen

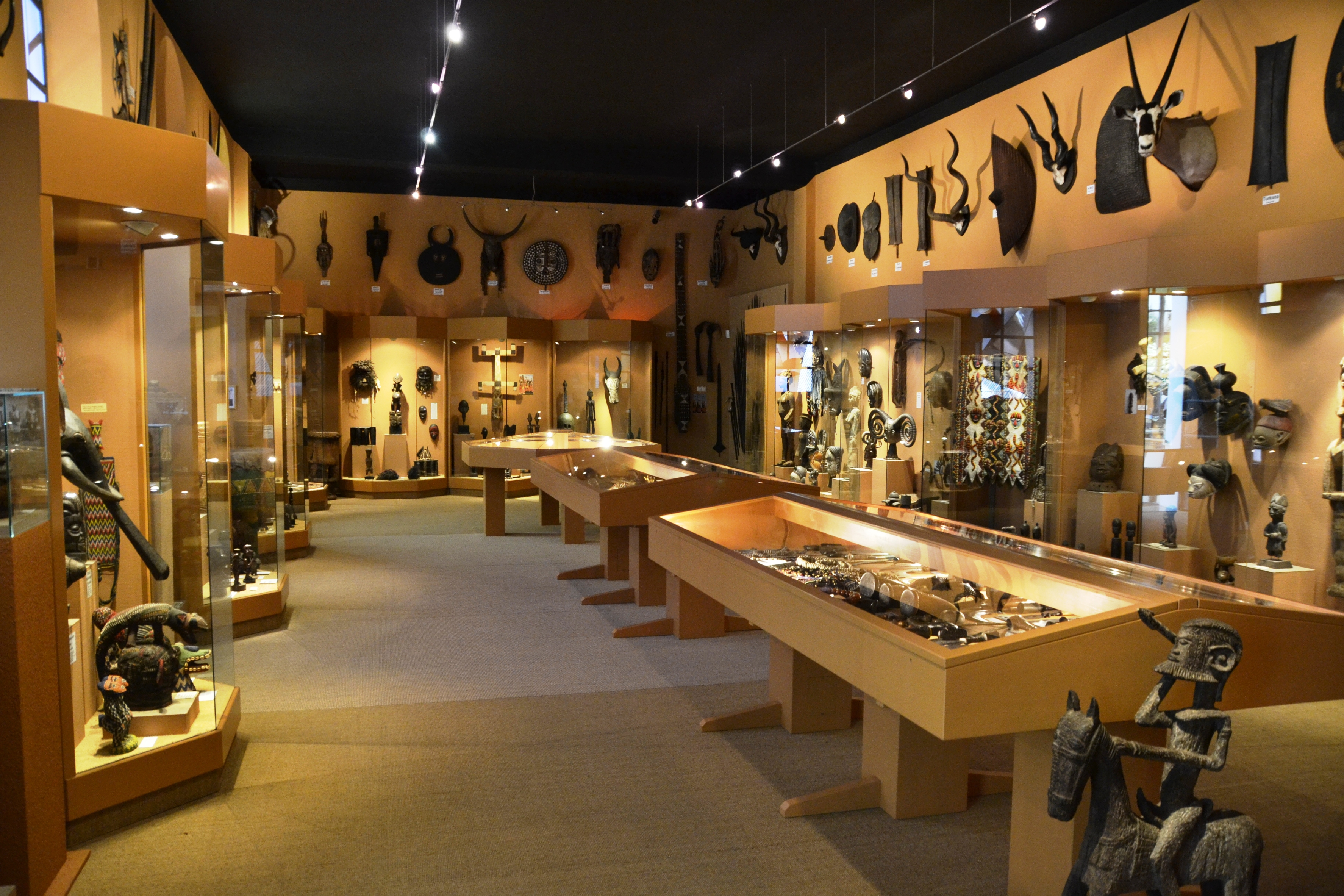
Der große Ausstellungsraum des Afrikamuseums

Das Kunstmuseum Stadtgalerie wurde im September 1991 gegründet und befindet sich seit September 2001 im renovierten Stadtturm. Parallel dazu befindet sich eine Kunstgalerie im Rathaus am Stadtplatz, die insbesondere Kunst aus dem Raum Vilshofen a.d. Donau zeigt.
In der Abtei Schweiklberg befindet sich das Schwarz-Afrika-Museum Schweiklberg, welches seit 1990 eine umfangreiche Sammlung von Kultgegenstände, Schmuck und Prunkwaffen aus Afrika beherbergt, die von den heimkehrenden Missionaren aus Ost- und Südafrika seit den 1960er Jahren dem Kloster übergeben wurden. Ursprünglich handelte es sich um etwa 800 Ausstellungsstücke. Die Sammlung wurde durch Schenkungen von Gönnern sowie durch Erwerbungen aus Privatsammlungen schrittweise erweitert. Der Fundus an afrikanischen Kulturgütern genießt hinsichtlich seiner zum Teil einzigartigen Exponaten überregionale Bekanntheit.
Das Museum für Waffentechnik, Ausrüstung, Uniformen und Auszeichnungswesen des Museumsvereins Eben widmet sich der Militärausrüstung von 1914 bis 1945. Es werden über 2000 Original-Exponate gezeigt.

### Vereine
In Vilshofen an der Donau ist ein Trachtenverein beheimatet, der die bayerischen Traditionen aufrechterhält. Darüber hinaus gibt es noch einen Kultur- und Geschichtsverein, die Katholische Arbeitnehmer-Bewegung, eine Kolpinggruppe und diverse Sportvereine wie den FC Vilshofen.

### Musik
Im Jahre 1987 wurde in Vilshofen das Musikfestival Jazz an der Donau vom engagierten Verein Jazz- und Musikfreunden Vilshofen e. V. ins Leben gerufen. Diese Musikveranstaltung fand von 1987 bis 2001 in Vilshofen statt und brachte viele international bekannte Künstler aus der Jazz- und Soulszene in die Stadt. Exemplarisch zu nennen sind hierbei Kool & The Gang (2001), Herbie Hancock (2001), Abdullah Ibrahim (2001), James Brown (2000), The Temptations (2000), Al Jarreau (1999), The Blues Brothers (1998), Tito Puente (1987) und das Art Ensemble of Chicago (1987).
Aus finanziellen, technischen und organisatorischen Gründen fand der Umzug ins donauaufwärts gelege Straubing statt. 2002 fand dort das erste Jazz an der Donau-Festival statt. Auch musikalisch veränderte sich das Festival, so traten seither oftmals mehr kommerziell erfolgreiche Musiker wie beispielsweise die Söhne Mannheims (2004), Mousse T. (2005), Juanes (2006) und Seal (2007) auf.
In Vilshofen hingegen werden nach wie vor Jazzkonzerte organisiert, aber in viel kleineren Rahmen, so z. B. ein Konzert von Louisiana Red.
Größere musikalische Veranstaltungen finden in unregelmäßigen Abständen auf dem Flugplatzgelände statt, wo von überregionalen bayerischen Radiosendern, wie Bayern 3 Konzerte und Live-Übertragungen organisiert werden.
Außerdem existieren in der Stadt mehrere Chöre, wie zum Beispiel der Kammerchor Vilshofen, der überregionale Bekanntheit besitzt. Zudem ist ein Kirchen- und Kinderchor im Ort aktiv.

### Bauwerke

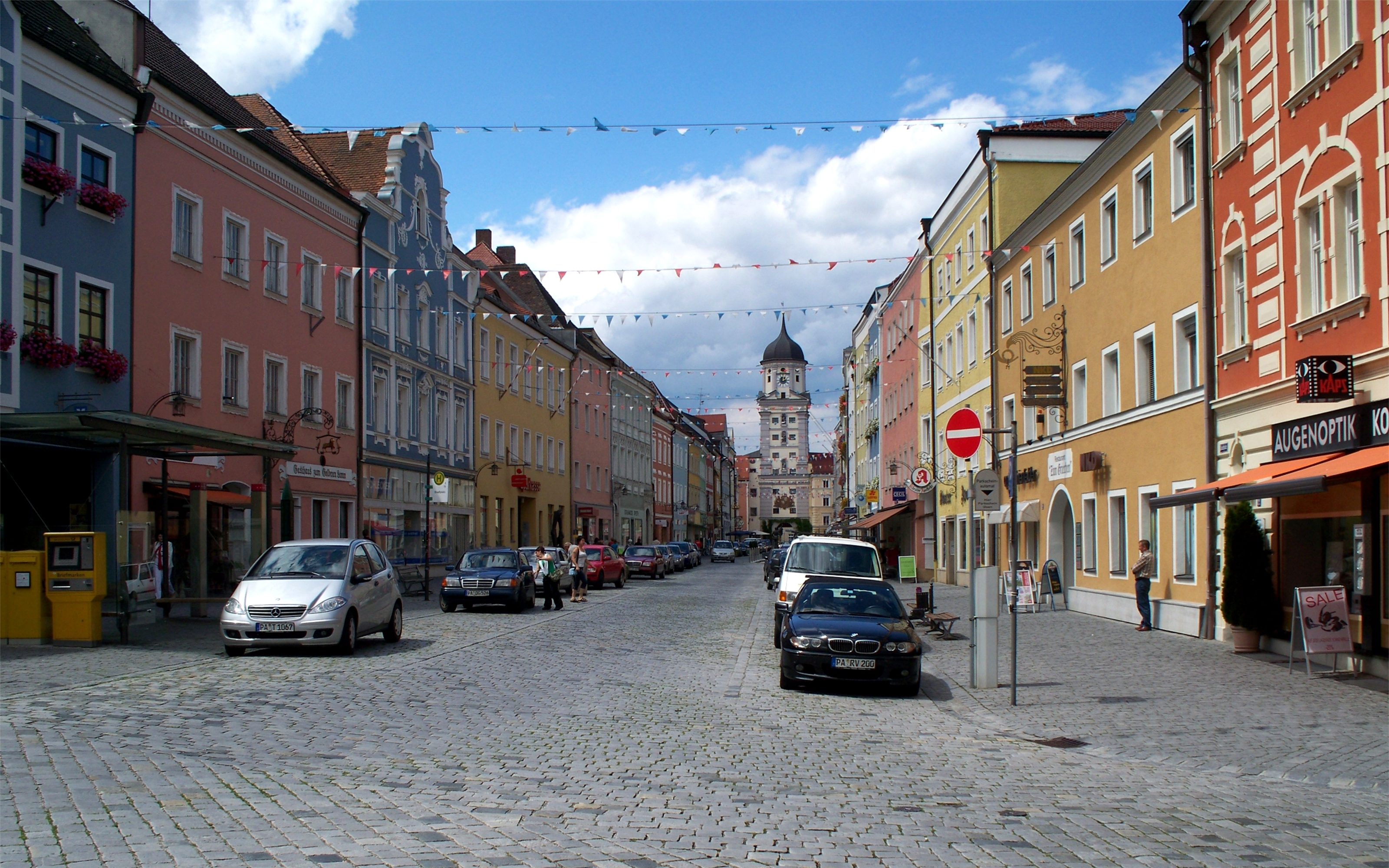
Der Stadtplatz (Blickrichtung Westen)

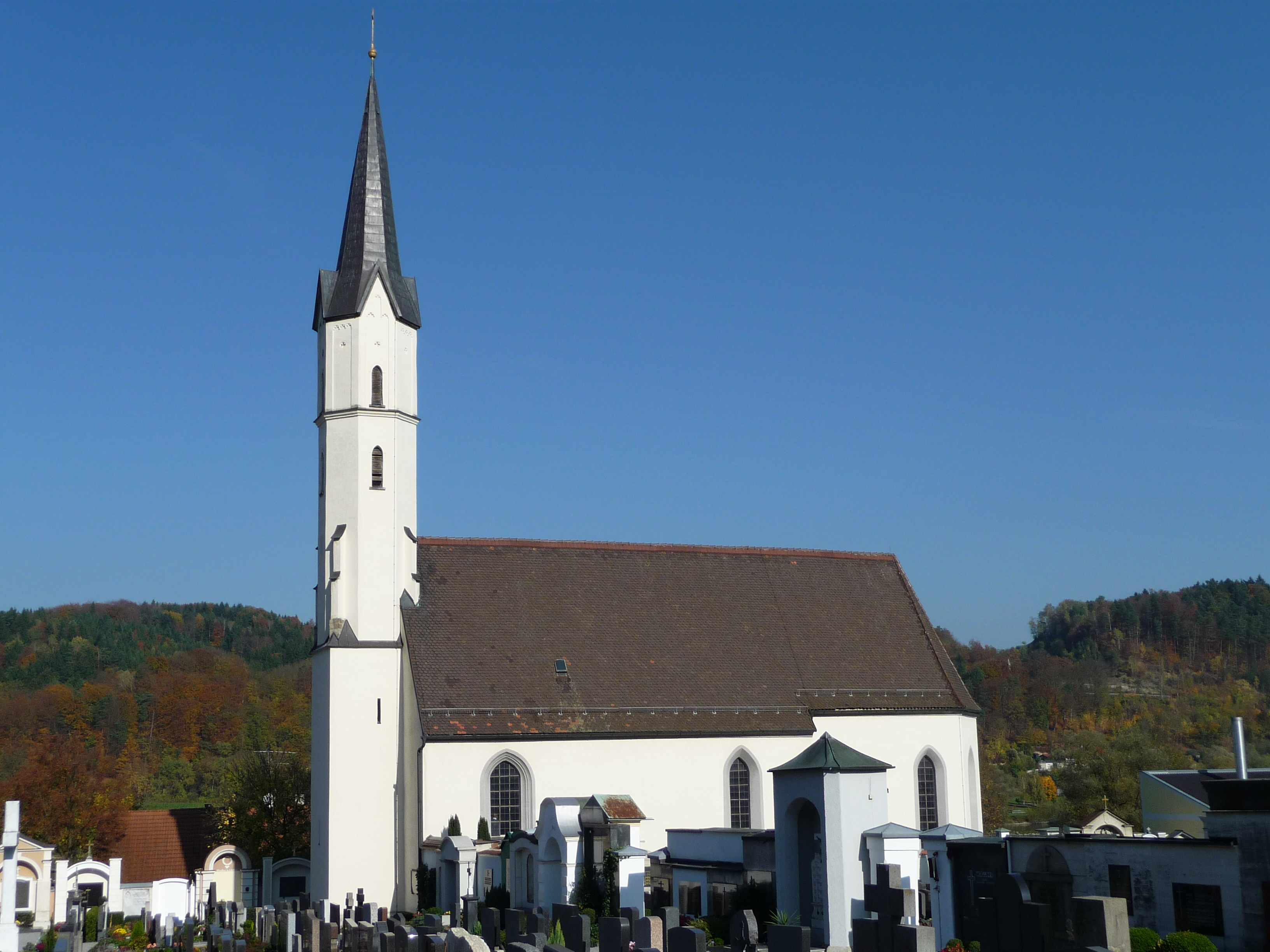
Die Friedhofskirche St. Barbara

Erwähnenswerte Bauwerke sind unter anderem die teils mittelalterliche Stadtpfarrkirche St. Johannes der Täufer, die von 1803 bis 1804 nach dem Stadtbrand 1794 wiederaufgebaut wurde. Die barocke Ausstattung stammt aus der Klosterkirche des ehemaligen Augustinerchorherrenstifts St. Nikola in Passau.
Der Stadtturm wurde 1647 fertiggestellt. Die 1691 bis 1694 erbaute Wallfahrtskirche Maria-Hilf enthält zahlreiche Votivbilder. Die spätgotische Friedhofskirche St. Barbara hat eine Renaissance- und Barockausstattung.
Darüber hinaus ist ein Großteil der Altstadt unterkellert, jedoch nicht für die Öffentlichkeit zugänglich. Das historische Zentrum, besonders die langgezogene Marktstraße, ist im sogenannten „Inn-Salzach-Stil“ erbaut.

### Park
Zum 800-jährigen Stadtjubiläum entstand 2006 auf einer Wiese ein Bürgerpark Bleiche. Jeder Interessierte konnte hier einen Ginkgo-Baum kaufen und einpflanzen. Das zweitälteste Exemplar Niederbayerns steht vor dem Salzstadl der Stadt.

### Naturdenkmäler

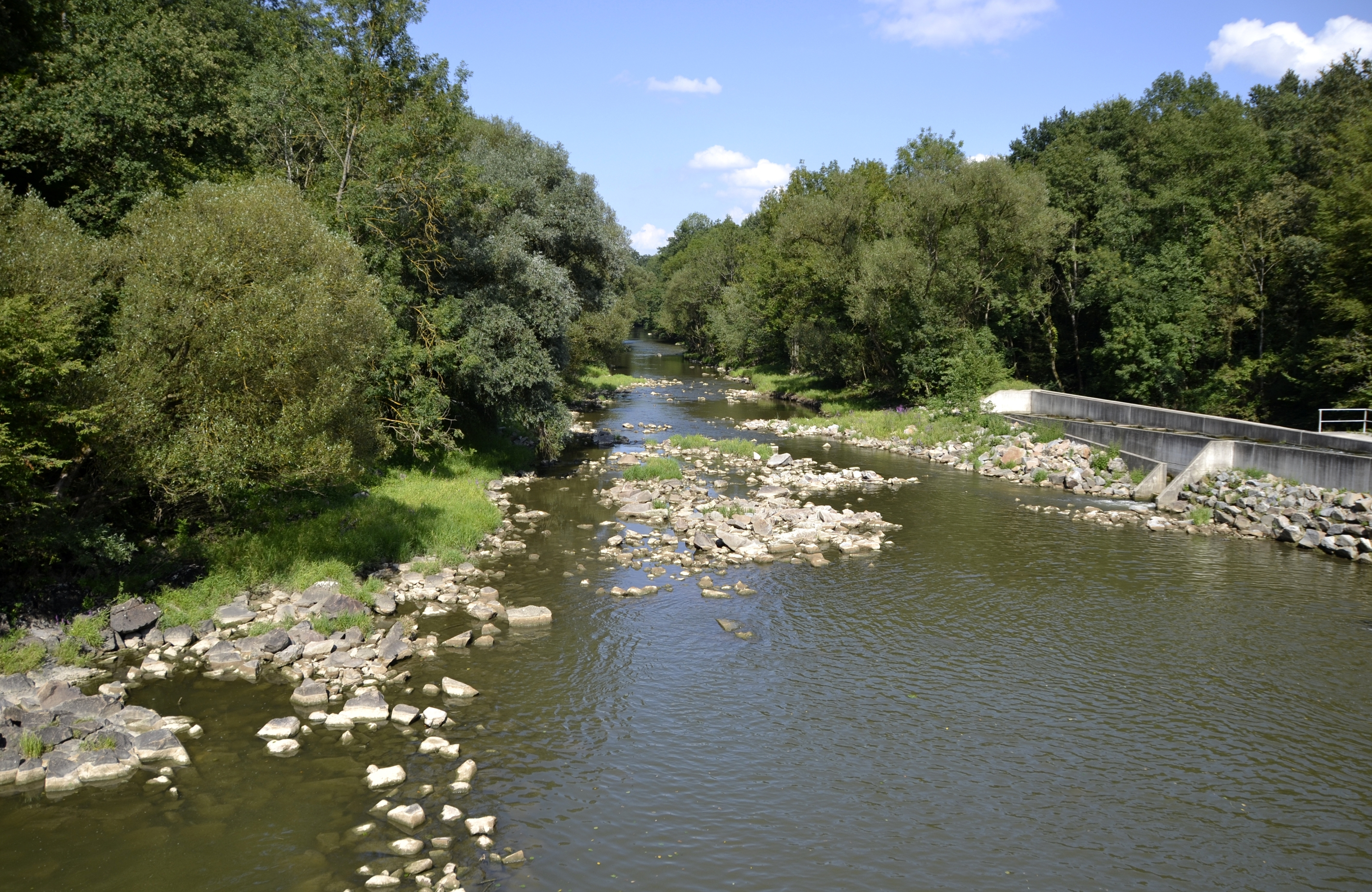
Das Vils-Engtal im südlichen Stadtgebiet

Das nahe der Stadt gelegenen Vils-Engtal steht unter Naturschutz. Die Vilsauen stehen hierbei besonders im Blickpunkt des natürlichen Erhaltes. 2014 wurde nördlich von Aunkirchen der Piske-Turm eingeweiht, ein 13 m hoher Aussichtsturm, der einen sehr guten Blick in die Vilsauen ermöglicht.
Zudem befinden sich um das Stadtgebiet Vilshofens drei der 41 Geotope (Stand: September 2013), welche vom LfU ausgewiesen wurden. Siehe hierzu die Liste der Geotope im Landkreis Passau.
Der Markt Hofkirchen bildet mit der Stadt Vilshofen den westlichen Startpunkt des seit 2004 laufenden Naturschutzprojekts „Hang- und Schluchtwälder im oberen Donautal“. Hierbei soll die einzigartige Flora und Fauna im Durchbruchstal der Donau zwischen Vilshofen/Hofkirchen und Aschach an der Donau (Oberösterreich) geschützt werden.

### Sport

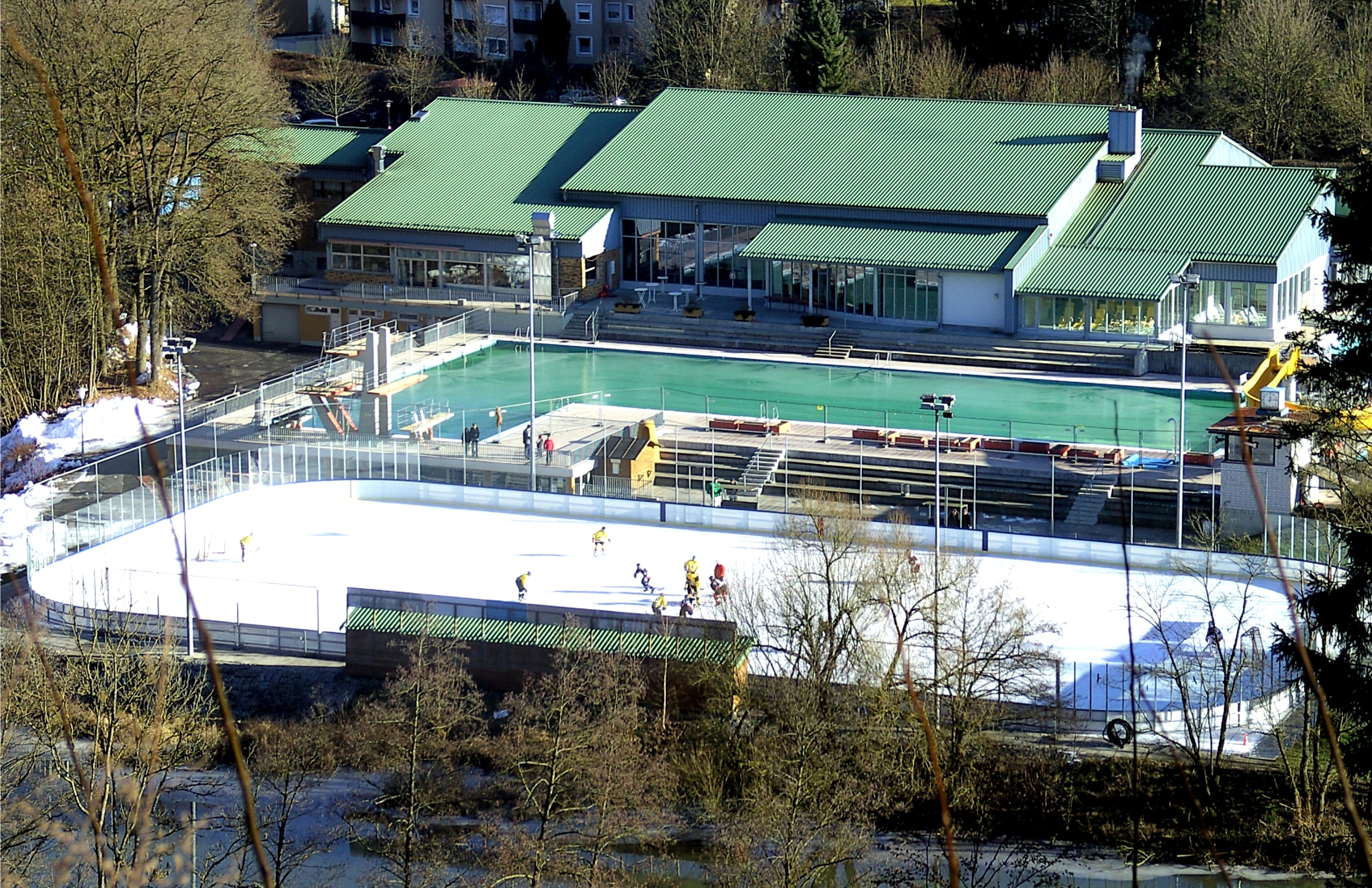
Das Eisstadion mit dem Hallen- und Freibadkomplex dahinter

Vilshofen an der Donau bietet etliche Möglichkeiten für sportliche Aktivitäten wie zum Beispiel ein Hallen- und Freibad, ein Eisstadion, mehrere Tennisplätze, ein Schützenheim und Fußballplätze. Es stehen auch Rad- und Wanderwege zur Verfügung. Der Ruderclub Vilshofen 1913 e. V. ist mit weit über 1000 Regattasiegen eines der Aushängeschilder der Stadt. Seit Jahren belegt der RCV regelmäßig Spitzenpositionen bei deutschen Meisterschaften und auch Weltmeisterschaften. Beim Olympiaachter der Spiele 2012 in London war auch der Vilshofener Andreas Kuffner unter den Goldmedaillengewinnern. Außerdem ist in Vilshofen ein Schachverein mit langer Tradition ansässig. Der 1919 gegründete Fußballverein FC Vilshofen konnte sich 1979 für den DFB-Pokal qualifizieren. Bis 1975 spielte hier Klaus Augenthaler, der später seine erfolgreiche Fußballkarriere in der Bundesliga und Nationalmannschaft fortsetzte; nach ihm wurde das Fußballstadion in Vilshofen benannt.

### Regelmäßige Veranstaltungen
Regelmäßige Veranstaltungen sind unter anderem das alljährlich im August stattfindende Volksfest, mit Volksfestumzug und der „Schwimmende Christkindlmarkt“ im Dezember, der 2006 von der Bundesinitiative Deutschland – Land der Ideen in der Kategorie Touristische Projekte in die Liste von insgesamt 365 deutschen Orten aufgenommen wurde. Dieser Weihnachtsmarkt wurde 2008 an den drei Adventswochenenden von insgesamt 40.000 Menschen besucht.
Jeweils am zweiten Juliwochenende findet das „Donau in Flammen“-Feuerwerk statt, das inzwischen überregional bekannt ist und in weiteren Donaustädten Nachahmer gefunden hat.

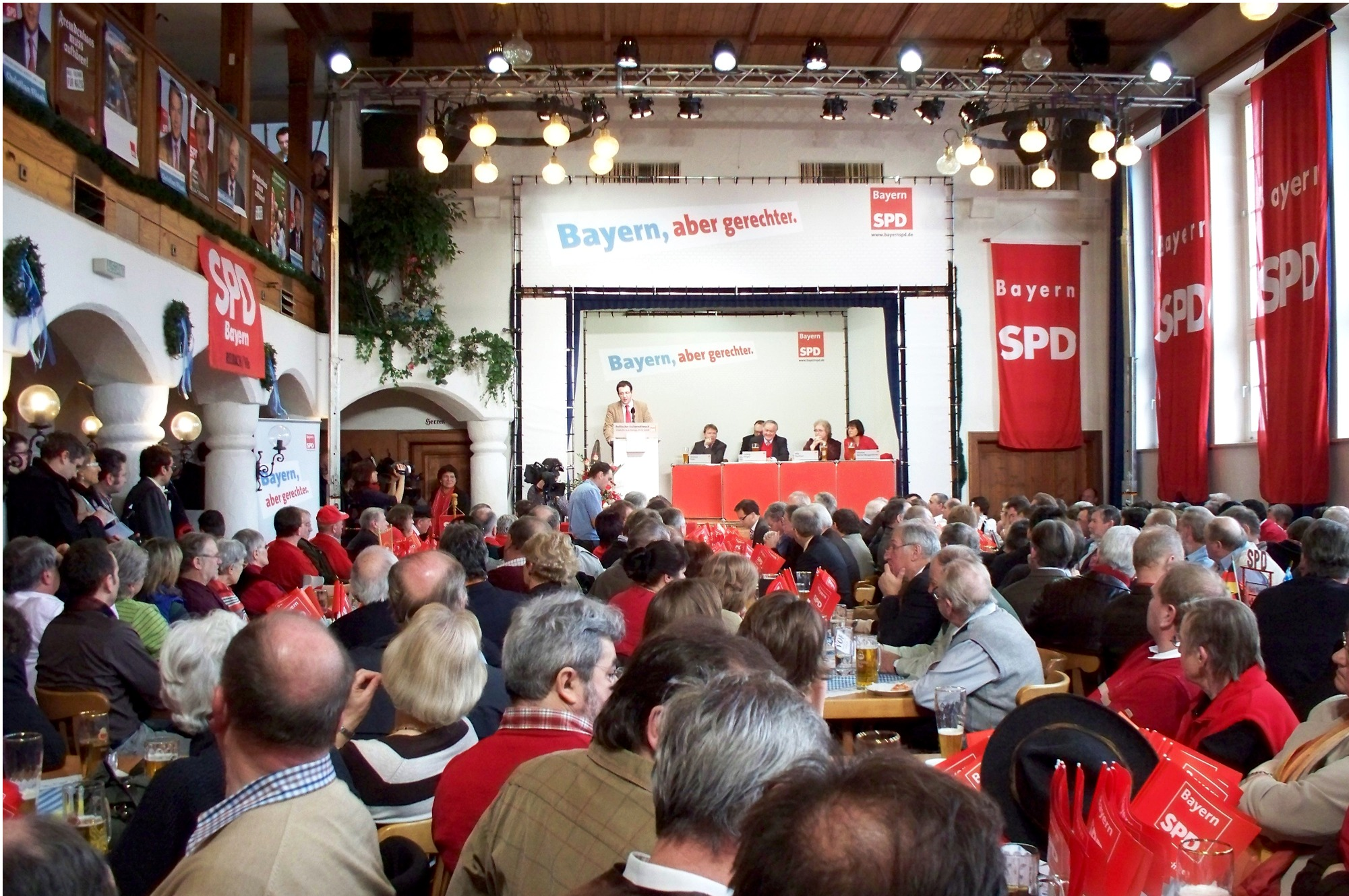
Der Politische Aschermittwoch 2009 im Wolferstetterkeller in Vilshofen an der Donau

Darüber hinaus hat der Politische Aschermittwoch in Vilshofen an der Donau eine große Tradition. Die Stadt gilt als der Gründungsort dieses politischen Spektakels. Schon um 1580 kam es am Rande des jährlich am Aschermittwoch stattfindenden Viehmarktes zu Diskussionen unter den Bauern über die königlich-bayerische Politik. Diese Tradition wurde vom Bayerischen Bauernbund 1919 wieder aufgegriffen und etablierte sich als der Politische Aschermittwoch. Bis auf die Unterbrechung während der Zeit des Nationalsozialismus war und ist der Politische Aschermittwoch ein jährlich stattfindendes Ereignis. Im Jahre 1948 setzte die Bayernpartei diese Tradition fort. 1953 fand auch die CSU den Weg nach Vilshofen. Vor allem die deftigen und provokanten Sprüche gegen den politischen Gegner bei Auftritten von Franz Josef Strauß im Wolferstetterkeller erzeugten bundesweites Interesse. Als der Wolferstetter Keller für die CSU schließlich zu klein war, um die Anhänger aufzunehmen, wurde diese Veranstaltung im Jahre 1975 in die Passauer Nibelungenhalle verlegt. Die Passauer Nibelungenhalle wurde im Frühjahr 2004 jedoch abgerissen und eine neue, moderne Mehrzweckhalle im Messepark Kohlbruck wurde gebaut, wo seitdem wieder der politische Aschermittwoch der CSU stattfindet.
Da der traditionsreiche Wolferstetterkeller im Herzen der Stadt Vilshofen frei geworden war, verlegte schließlich die bayerische SPD ihre Veranstaltung dorthin. Mittlerweile wird die SPD-Aschermittwochsveranstaltung in einem Veranstaltungszelt auf dem Festgelände am Westrand der Stadt abgehalten. Im Jahr 2020 wurde Vilshofen als „Geburtsort“ des Politischen Aschermittwochs vom Bayerischen Landtag zusammen mit zwölf weiteren Orten als einer der „Orte der Demokratie in Bayern“ benannt. Auf Empfehlung eines wissenschaftlichen Beirates sollen damit Schauplätze, an denen bayerische Demokratiegeschichte geschrieben wurde, im öffentlichen Raum mit einem Gedenkobjekt sichtbar gemacht werden. Das Vilshofener Gedenkobjekt wurde am 9. März 2023 an der Unteren Donaulände enthüllt.

## Wirtschaft und Infrastruktur

### Wirtschaft

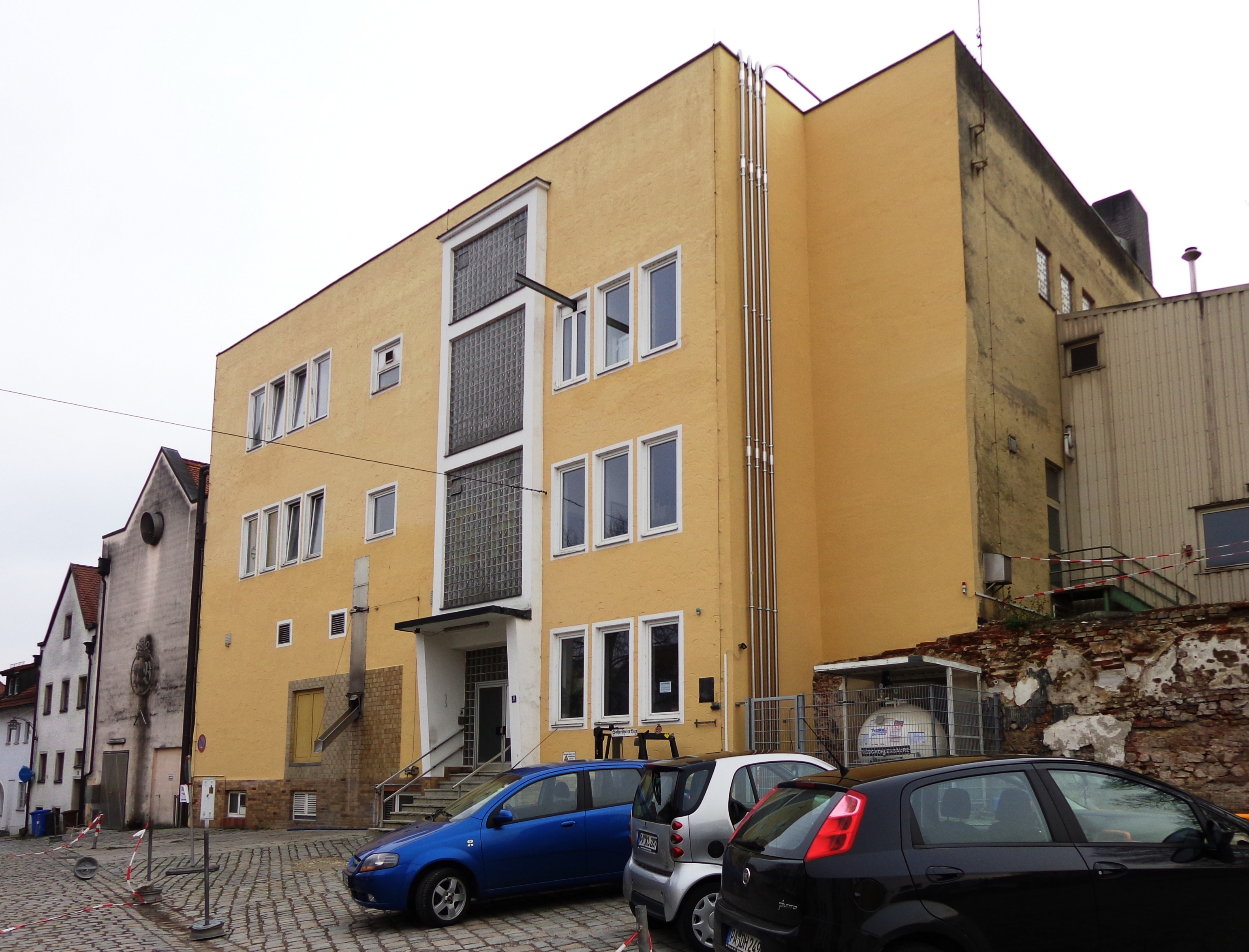
Gebäude der Brauerei „Wolferstetter“ in der Bürg

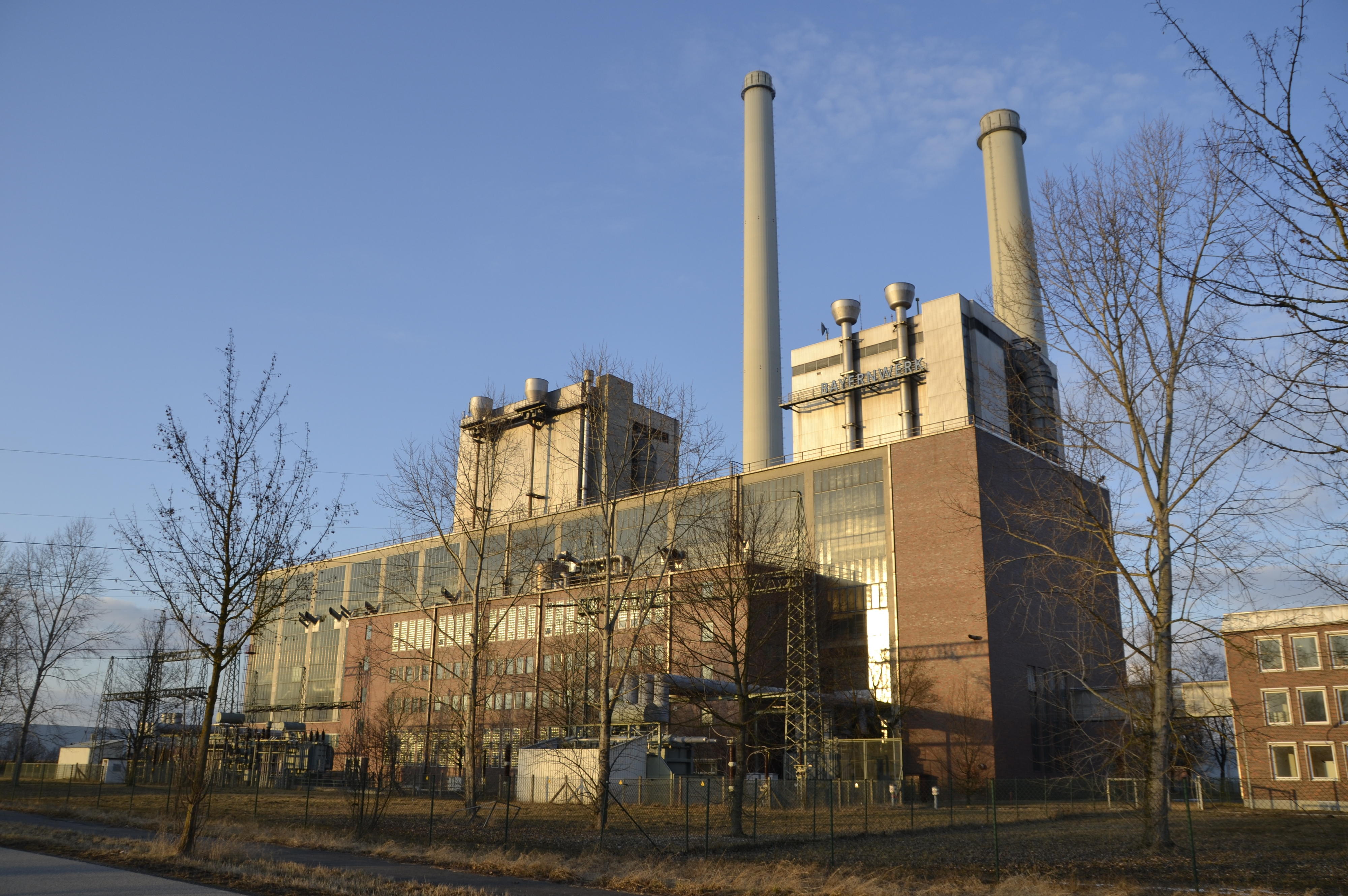
Das Wärmekraftwerk Pleinting

Als Mittelzentrum befinden sich in der Stadt Vilshofen an der Donau eine Vielzahl von Groß- und Einzelhandelsunternehmen sowie diverse Handwerksbetriebe, letztere mit zum Teil überregionaler Aktivität. So wurde das Bauunternehmen Berger in Vilshofen gegründet und verfügt in dieser auch weiterhin über eine bedeutende Niederlassung. Der Energiehändler MaierKorduletsch mit über 100 Mitarbeiter hat seinen Sitz ebenfalls in dieser Stadt.
Der niederländische Vion-Konzern betreibt einen Schlachthof, der rund 200 Mitarbeiter beschäftigt und auf die Schweineschlachtung spezialisiert ist.
In der Stadt Vilshofen an der Donau befanden sich bis ins 19. Jahrhundert sechs Brauereien, was in Hinblick auf die damalige Stadtgröße eine beachtliche Zahl darstellt. Die traditionsträchtige Brauerei Wolferstetter aus dem Jahr 1428 ist die einzige verbliebene Brauerei. In ihr ging auch die Groll-Brauerei auf, welche den Erfinder des Pils, Josef Groll, hervorbrachte. Der 200 Angestellte zählende Betrieb hat einen jährlichen Ausstoß von 120.000 Hektoliter.
Im Gemeindeteil Pleinting wurde Mitte der 1960er Jahre das Kraftwerk Pleinting gebaut. Das Wärmekraftwerk wurde anfangs mit Schweröl befeuert und die Gesamtleistung beider Blöcke lag bei 694 Megawatt pro Stunde. Zunächst wurde es 1996 in Kaltreserve versetzt und 2011 schließlich gänzlich stillgelegt.
Die Stadt ist Sitz des genossenschaftlichen Kreditinstituts Volksbank-Raiffeisenbank Vilshofen.
Im Jahr 2013 betrug die Zahl der sozialversicherungspflichtig beschäftigte Arbeitnehmer 5028 Personen. Im Mai 2015 belief sich die Arbeitslosenquote auf 3,5 %, was allerdings über dem niederbayerischen Durchschnitt liegt.

### Verkehr

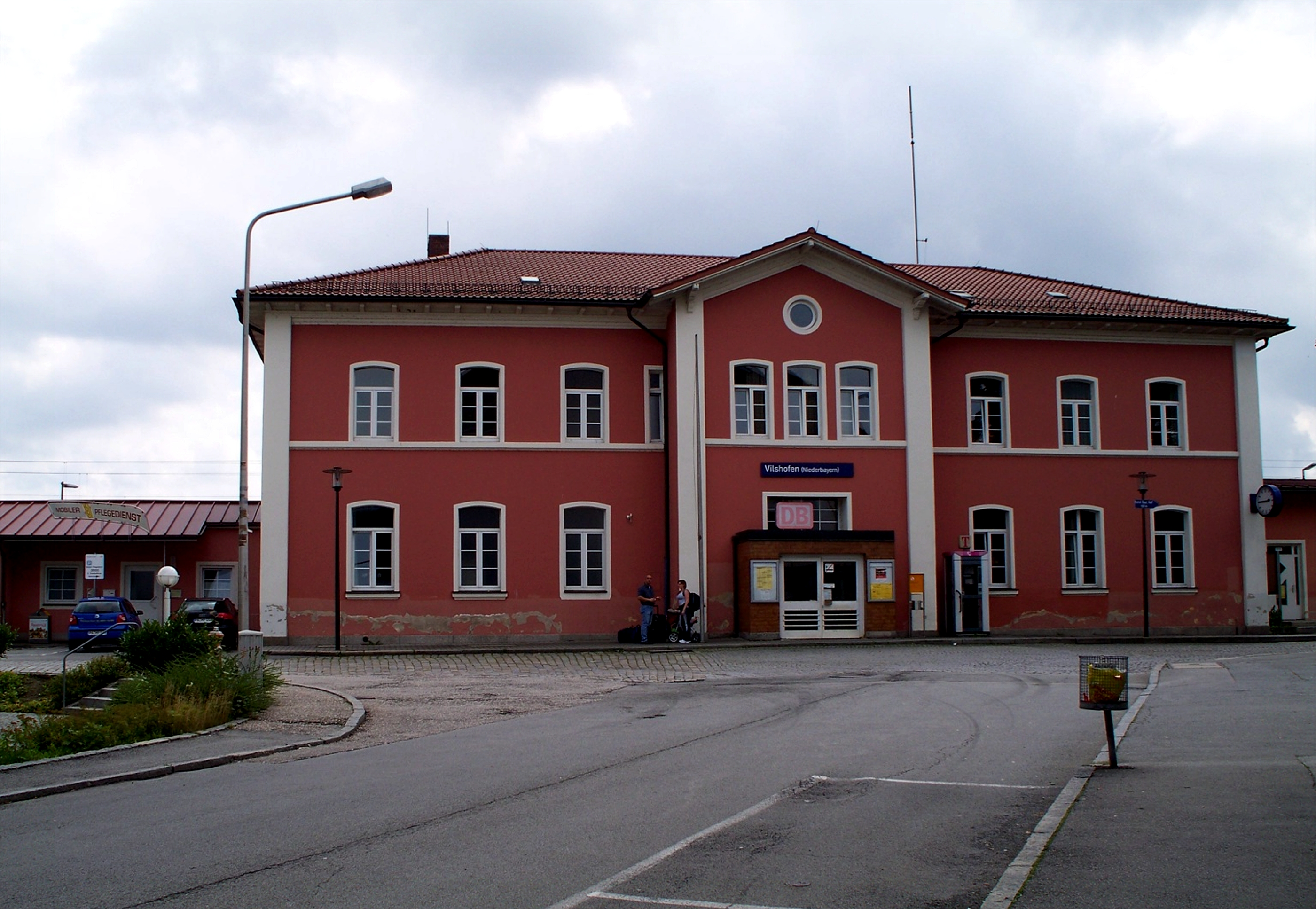
Der Bahnhof Vilshofen (Niederbay)

Der Bahnhof Vilshofen (Niederbay) an der Bahnstrecke Regensburg–Passau hat drei Haltegleise (zwei Bahnsteige), von dem aus stündlich Regional-Express-Züge unter dem Namen Donau-Isar-Express nach München und Passau verkehren. Fernverkehrszüge auf der Linie Wien–Passau–Nürnberg durchfahren diesen Bahnhof. Die nächsten Fernverkehrshalte sind Passau Hbf und Plattling. Vom Bahnhof Vilshofen zweigten zwei Nebenbahnen nach Aidenbach und Ortenburg ab, von welcher nur noch diejenige Richtung Ortenburg zum Teil existiert und heute nur mehr im Güterverkehr, sowie teilweise mit Sonderzügen befahren wird.
Im öffentlichen Nahverkehr ist Vilshofen in der Verkehrsgemeinschaft Landkreis Passau integriert. Es verkehren Regionalbusse insbesondere der RBO. Dazu existiert ein Stadtbussystem, welches teilweise als Rufbussystem ausgeführt ist.
Vilshofen ist über die Anschlussstelle 113 (Garham) an die Bundesautobahn 3 angeschlossen. Des Weiteren liegt die Stadt direkt an der Bundesstraße 8, welche von Passau über Plattling nach Straubing führt. Daneben sind die beiden nach Süden führenden Staatsstraßen 2083 nach Aidenbach und 2119 nach Ortenburg weitere wichtige Verkehrsverbindungen. Diese führen rechts der Vils durch die Stadt und sollen in nächster Zukunft durch eine Ortsumgehung mit der B 8 verbunden werden, so dass die Verkehrsbelastung von 20.000 Fahrzeugen pro Tag abnimmt.
In Vilshofen endet der insgesamt 113 km lange Vilstalradweg, der dort an den Donauradweg und an den EuroVelo 6, die Flüsseroute vom Atlantik bis zum Schwarzen Meer entlang von sechs europäischen Flüssen, angebunden ist.
Des Weiteren gibt es den Verkehrslandeplatz Vilshofen, der 1956 eröffnet wurde und über eine 1257 Meter lange Betonstartbahn verfügt.

### Medien
Einzige Tageszeitung in Vilshofen ist der Vilshofener Anzeiger, welcher ein Kopfblatt der Passauer Neuen Presse ist.
Der Donaubote erscheint seit 1980 alle zwei Wochen kostenlos als auflagenstärkster Werbeträger (26.000 Exemplare) im Umkreis von Vilshofen mit aktuellen Themen und Geschichten aus vergangener Zeit.
VOF-TV Vilshofener Fernsehen ist seit 2005 das Internetfernsehen für Vilshofen mit aktuellen Nachrichten, Berichten und Spezialbeiträgen aus Stadt und Umland. Das Programm wird nach dem Floating-Prinzip aktualisiert.

### Öffentliche Einrichtungen

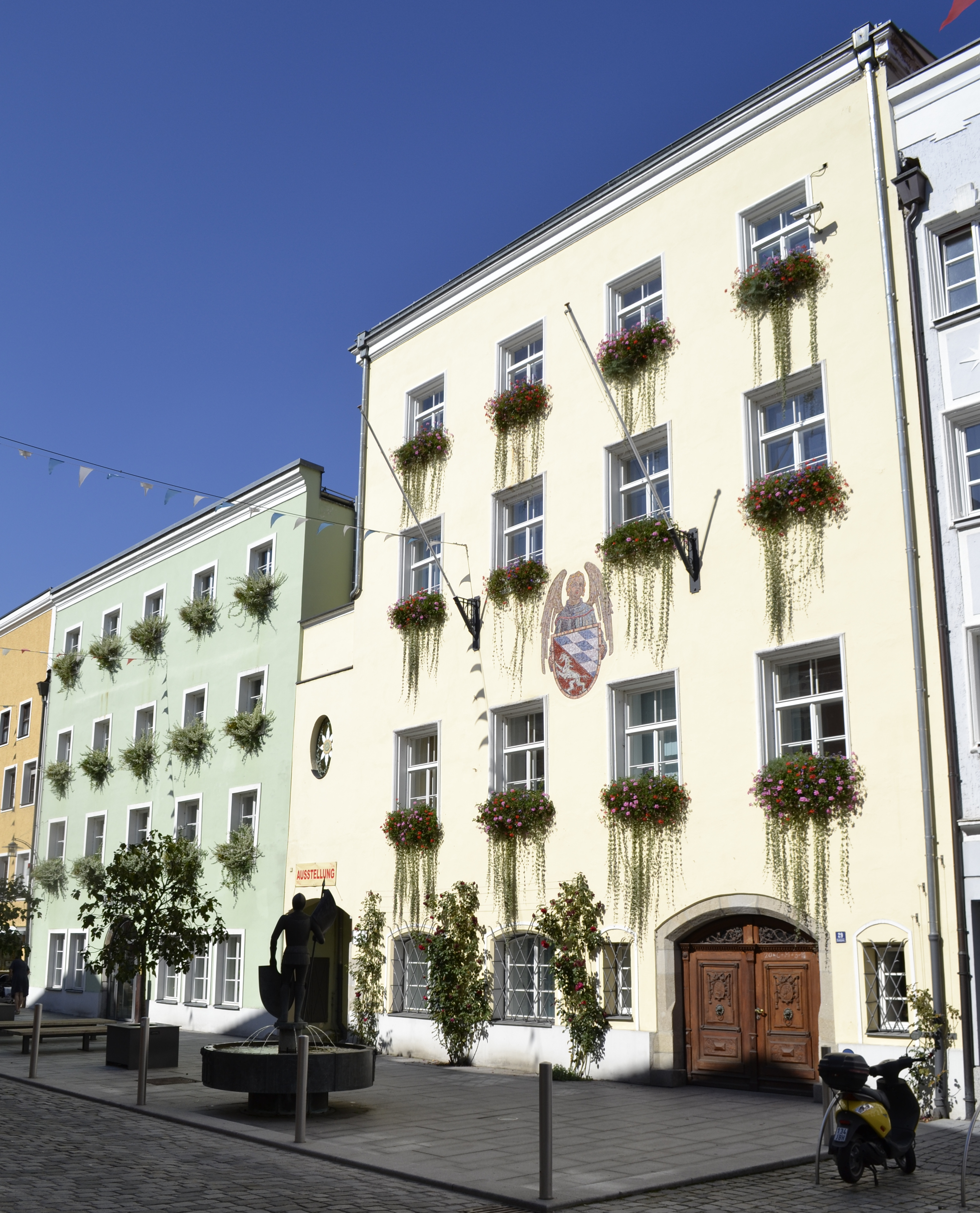
Das Rathaus von Vilshofen a.d. Donau

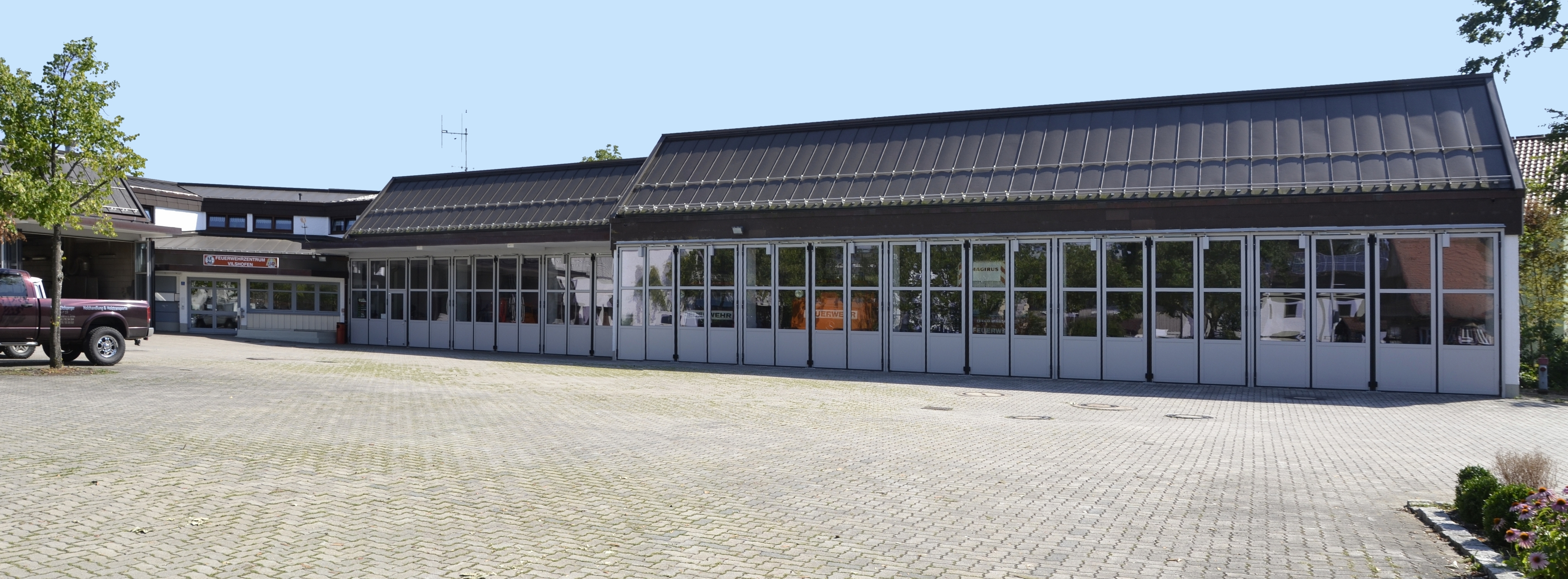
Das Feuerwehrzentrum Vilshofen

Es gibt einige öffentliche Einrichtungen, wie zum Beispiel das Bürgerbüro, welches sich im Rathaus befindet.
Darüber hinaus gibt es eine Freiwillige Feuerwehr, ein Finanzamt, ein Vermessungsamt, ein Arbeitsamt, eine Zweigstelle des Caritasverbandes Passau, die katholische Pfarrkirchenstiftung, eine städtische Bücherei mit Zweigstellen in Vilshofen, Aunkirchen, Pleinting und Sandbach und die Arbeiterwohlfahrt.
Des Weiteren ist ein Altersheim mit 154 Plätzen vorhanden. Ende 2005 eröffnete die „Vilshofener Tafel“, die Lebensmittel an Bedürftige abgibt.
Das Krankenhaus Vilshofen, mit Fachabteilungen für Allgemeinchirurgie, Unfallchirurgie, Orthopädie, Sportmedizin, Innere Medizin, Anästhesie und Naturheilkunde, hat 182 Betten und ist damit das größte der vier Krankenhäuser der Passau-Krankenhaus GmbH.

### Bildung

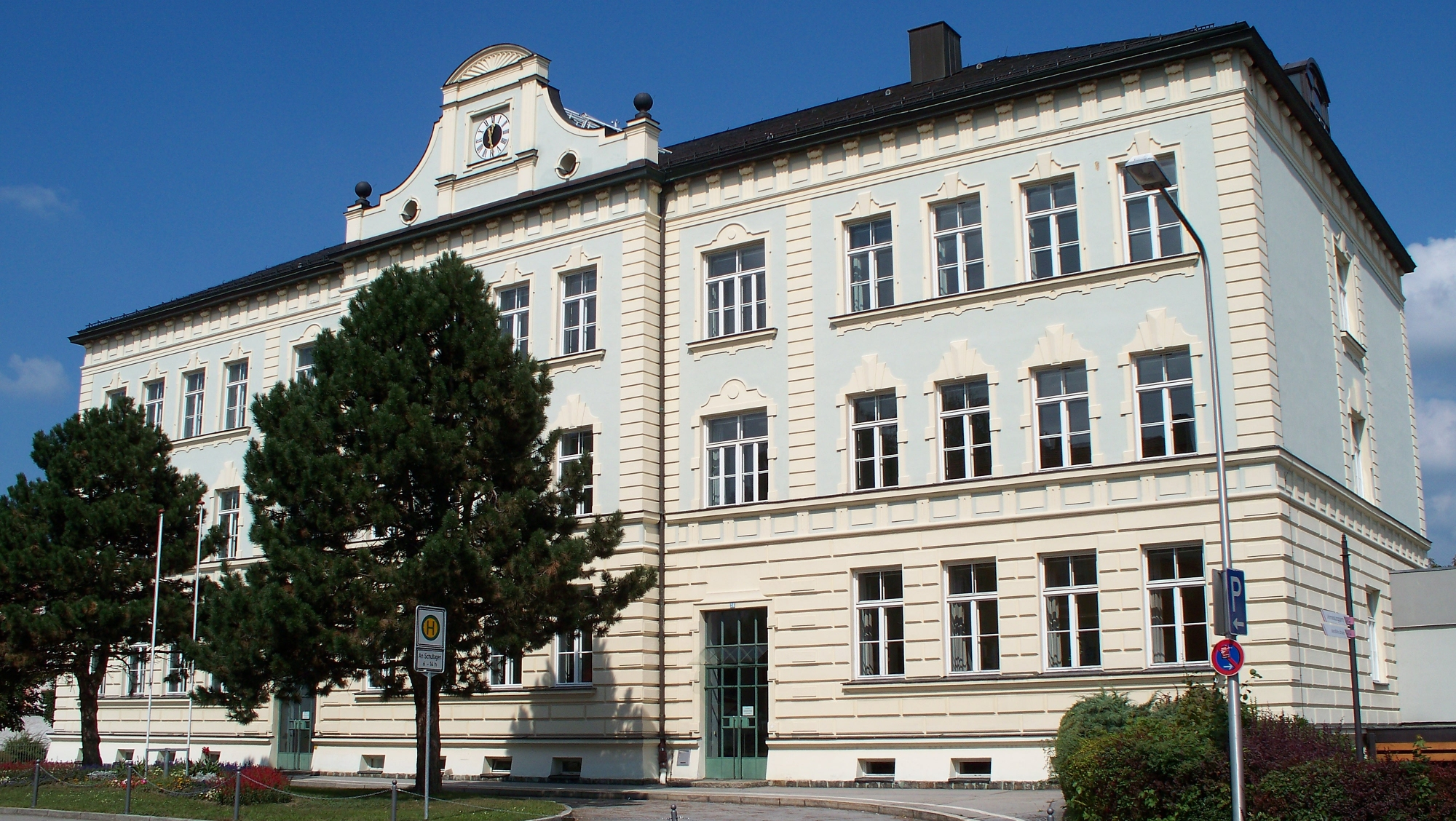
Die Grundschule Ritter Tuschl

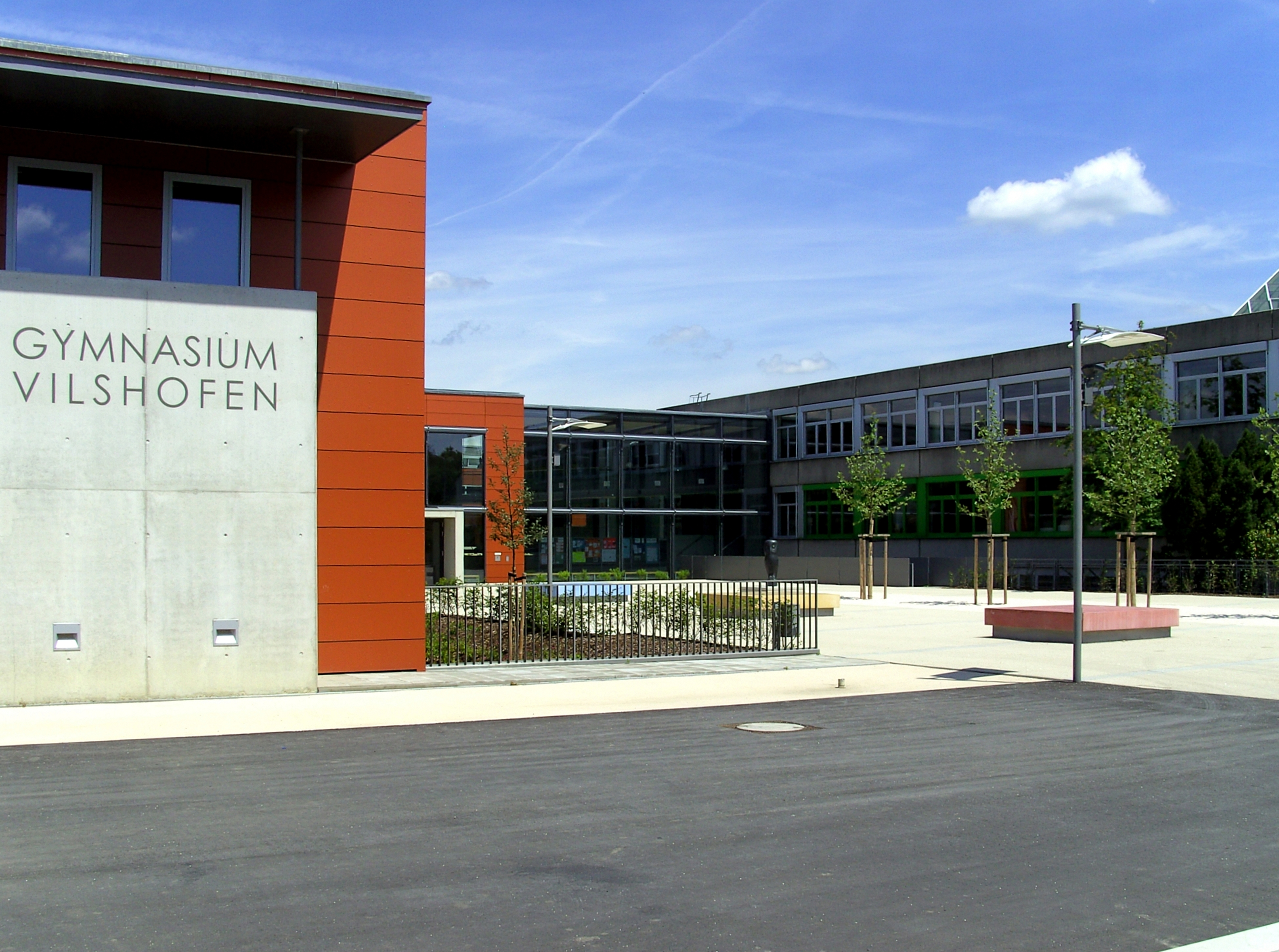
Das Gymnasium Vilshofen

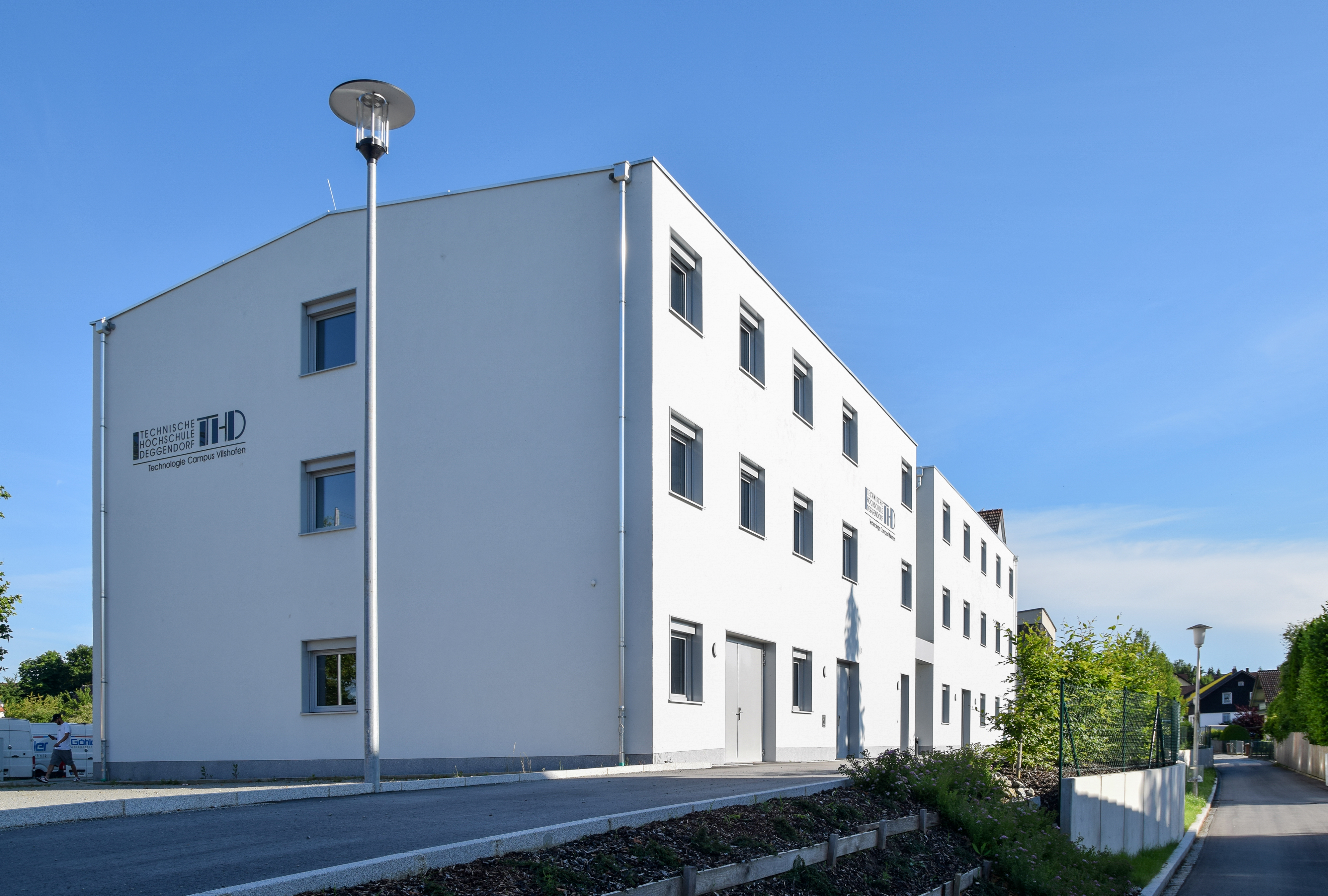
THD Technologie Campus Vilshofen

Es gibt neun Kindertageseinrichtungen mit 740 genehmigten Plätzen und 704 betreuten Kindern.
An den acht allgemeinbildenden Schulen werden 2402 Schüler von 202 Lehrkräften unterrichtet. An den neun beruflichen Schulen gibt es 1332 Schüler (Stand: 2022). Die Technische Hochschule Deggendorf betreibt in Vilshofen an der Donau das Technologietransferzentrum für digitale Sicherheit.
- Grundschule Ritter Tuschl Vilshofen an der Donau
- Grundschule Alkofen-Pleinting
- Grundschule Aunkirchen
- Franz-Xaver-Eggersdorfer-Schule, privates sonderpädagogisches Förderzentrum (167 Schüler, SJ 2022/2023)[32]
- Montessori-Schule Vilshofen
- St. Georg-Mittelschule Vilshofen
- Coelestin-Maier-Realschule, Schweiklberg in Vilshofen (396 Schüler, SJ 2022/2023)
- Gymnasium Vilshofen (711 Schüler, SJ 2022/2023)
- Staatliche Berufsschule Vilshofen a.d.Donau
- Staatliche Berufsfachschule für Kinderpflege
- Staatliche Berufsfachschule für Sozialpflege
- Staatliche Berufsfachschule für Ernährung und Versorgung
- Private Berufsfachschule für Ergotherapie
- Fachakademie für Ernährungs- und Versorgungsmanagement
- Meisterschule im Glaserhandwerk
- Staatliche Fachschule (Technikerschule) für Bau- und Glasbautechnik
- Volkshochschule Vilshofen

## Persönlichkeiten

### Ehrenbürger
- seit 2003: Christian Schütz (Altabt)[33]
- seit 2006: Hanns Dorfner (Altlandrat)[33]
- seit 2011: Hans Gschwendtner (Altbürgermeister)[33]
- seit 2011: Klaus Rose[33]
- seit 2018: Franz Meyer (Altlandrat)[33]

### Söhne und Töchter der Stadt
- Josef Groll (1813–1887), Erfinder des Pilsner Biers
- Karl Föckerer (1814–1886), Bürgermeister, Reichstags- und Landtagsabgeordneter
- Luitpold Weilnböck (1865–1944), Landwirt und Politiker (DNVP).
- Markus Koch (1879–1948), Komponist und Musikpädagoge
- Heinrich Lautensack (1881–1919), Schriftsteller
- Alois Schlögl (1893–1957), geboren in Pleinting, Politiker (CSU)
- Ernst Hofmann (1915–1996), Landrat
- Richard Woller (1924–2013), Lebensmittelchemiker
- Josef Märkl (1928–2010), Violinist, Komponist und Hochschullehrer
- Ruth Drexel (1930–2009), bayerische Volksschauspielerin
- Karl Günther Kronawitter (1934–2000), hessischer Politiker (SPD)
- Brunhilde Irber (* 1948), geboren in Pleinting, Politikerin (SPD)
- Siegfried Susser (* 1953), Fußballspieler
- Franz Meyer (* 1953), Politiker (CSU)
- Elisabeth Kraus (* 1956), Historikerin
- Annette Ramelsberger (* 1960), Journalistin
- Wolfram Franz Martin Hatz (* 1961), Unternehmer
- Klaus Butzenberger (* 1964), Indologe und Hochschullehrer
- Klaus Bogenberger (* 1971), Ingenieurwissenschaftler
- Stefan Bircheneder (* 1974), Maler
- Ruth Sandner (* 1974), Archäologin und Denkmalpflegerin
- Petra Schönwald, Theaterregisseurin
- Stefan Meyer (* 1984), Politiker
- Andreas Kuffner (* 1987), Ruderer, Olympiasieger 2012
- Christoph Behr (* 1989), Fußballer
- Felix Wimberger (* 1990), Ruderer
- Maximilian Bauer (* 2000), Fußballspieler

### Mit Vilshofen verbunden
- Johann Evangelist Fürst (1784–1846), Zollbeamter, Unternehmer und Autor
- Johann Wabel (1904–?), von 1942/43 bis 1945 Landrat (NSDAP)
- Rhabanus Petri (* 1963), von 2007 bis 2017 Abt des Benediktinerklosters Schweiklberg und Mitglied der Gesangsgruppe Die Priester